# Sacco und Vanzetti

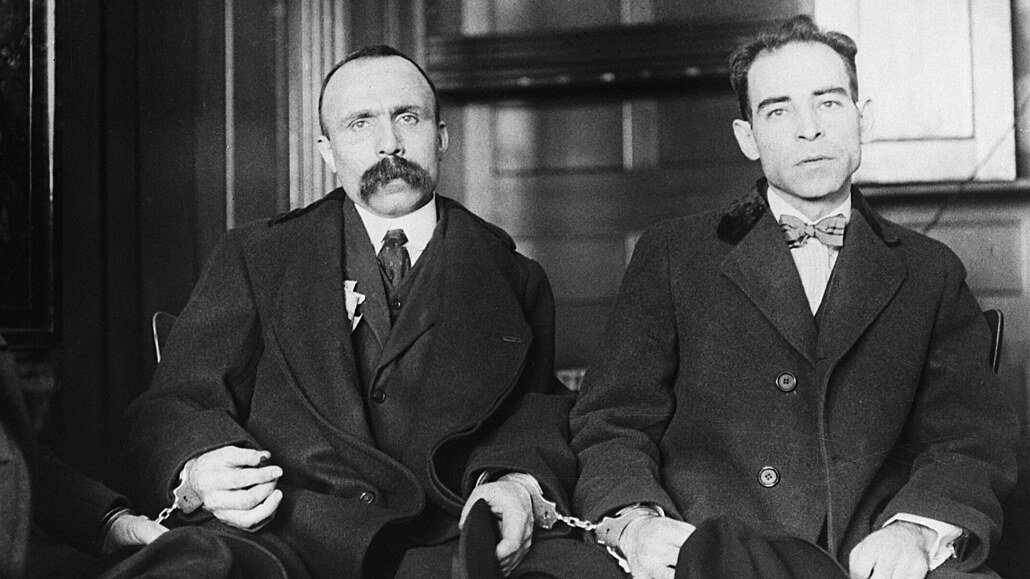
Vanzetti (links) und Sacco als Angeklagte, mit Handschellen aneinandergefesselt

Ferdinando „Nicola“ Sacco (* 22. April 1891 in Torremaggiore, Provinz Foggia, Italien; † 23. August 1927 in Charlestown, Massachusetts) und Bartolomeo Vanzetti (* 11. Juni 1888 in Villafalletto, Provinz Cuneo, Italien; † 23. August 1927 in Charlestown, Massachusetts) waren zwei aus Italien in die USA eingewanderte Arbeiter, die sich der anarchistischen Arbeiterbewegung angeschlossen hatten.
Sie wurden der Beteiligung an einem doppelten Raubmord angeklagt und 1921 in einem umstrittenen Prozess schuldig gesprochen. Nach mehreren abgewiesenen Revisionsanträgen der Rechtsanwaltschaft folgte 1927 nach sieben Jahren Haft das Todesurteil. In der Nacht vom 22. auf den 23. August 1927 wurden Sacco und Vanzetti im Staatsgefängnis von Charlestown auf dem elektrischen Stuhl hingerichtet.
Sowohl der Schuldspruch als auch das letztliche Urteil vom 9. April 1927 hatten weltweite Massendemonstrationen zur Folge. Kritiker warfen der US-amerikanischen Justiz vor, es handele sich um einen politisch motivierten Justizmord auf der Grundlage fragwürdiger Indizien. Entlastende Hinweise seien unzureichend gewürdigt oder sogar unterdrückt worden. Hunderttausende von Menschen beteiligten sich an Petitionen und versuchten damit, einen Aufschub oder die Aussetzung der Urteilsvollstreckung zu erreichen.
Im Jahr 1977 veröffentlichte der demokratische Gouverneur von Massachusetts Michael Dukakis eine Erklärung, wonach der Prozess gegen das Duo „durchdrungen von Vorurteilen gegen Ausländer und Feindlichkeit gegenüber unorthodoxen politischen Ansichten“ und daher nicht gerecht gewesen sei.

## Hintergründe

### Biografischer Hintergrund

#### Nicola Sacco

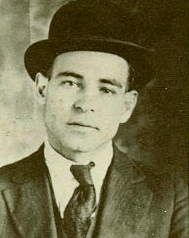
Nicola Sacco

Ferdinando „Nicola“ Sacco wurde am 22. April 1891 in Torremaggiore im Süden Italiens geboren. Er war das dritte von insgesamt siebzehn Kindern. Sein Vater verkaufte Olivenöl und Wein aus eigener Produktion. Getauft auf Ferdinando, änderte er seinen Vornamen in Nicola, nachdem ein Bruder mit diesem Namen gestorben war. Dennoch wurde sein Taufname von ihm und seinen Freunden weiter verwendet.
Ob er als Kind eine Schule besucht hat, ist nicht sicher. Er half seinem Vater jedenfalls früh bei der Bewirtschaftung der Felder. Landwirtschaft interessierte ihn allerdings nicht. Als sein älterer Bruder Sabino von einem Freund des Vaters nach Massachusetts, USA, eingeladen wurde, kam Nicola gerne mit. Als knapp Siebzehnjähriger erreichte er am 12. April 1908 Amerika.
Er schlug sich als Wasserträger bei einer Baufirma und Arbeiter in einer Gießerei durch. Als nach etwa einem Jahr Sabino wieder in die Heimat zurückkehrte, blieb Nicola auf eigenen Wunsch in den Vereinigten Staaten. In der Milford Shoe Company ließ er sich 1910 zum Facharbeiter ausbilden und verdiente als Angestellter nun etwas mehr Geld als vorher.
1912 heiratete er die damals siebzehnjährige Rosa Zambelli, von Sacco meist Rosina genannt. Ihr gemeinsamer Sohn Dante kam 1913 zur Welt. Von Freunden und Verwandten wurde Sacco als liebender Vater und familiärer Mensch beschrieben. Zum Zeitpunkt seiner Verhaftung war seine Frau im fünften Monat mit Tochter Ines schwanger.
Der junge Sacco wurde bereits in Italien von seinem Bruder Sabino für sozialistische Ideen begeistert. In den Staaten engagierte er sich zusammen mit seiner Frau in einer Gruppe italienischer Anarchisten. 1916 wurde er festgenommen und zu einer Geldstrafe verurteilt, weil er als Redner bei einer nicht genehmigten Anarchistenversammlung auftrat.
Weil er fürchtete, für den Kriegsdienst eingezogen zu werden, flüchtete er 1917 mit anderen Anarchisten für einige Monate nach Mexiko. Unter ihnen war auch Vanzetti, den er etwa eine Woche vorher kennengelernt hatte.
Nach der Rückkehr arbeitete Sacco bei verschiedenen Firmen, vor allem bei Schuhfabriken als Hilfsarbeiter. Bei der 3-K Shoe Company erinnerte sich deren Besitzer Michael F. Kelley, der früher Abteilungsleiter bei der Milford Shoe Company gewesen war, an die Verlässlichkeit und den Fleiß Saccos. Sacco wurde im November 1918 dort eingestellt und verdiente durch Akkordarbeit bis zu achtzig Dollar in der Woche, was einem überdurchschnittlichen Arbeitergehalt entsprach. Zusätzlich kümmerte er sich im Winter 1918/19 um den Heizkessel und die Beheizung des Firmengebäudes, wozu er jede Nacht die Fabrik aufsuchte. Irrtümlicherweise wird er daher häufig als Nachtwächter der Firma beschrieben.

#### Bartolomeo Vanzetti

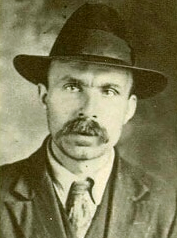
Bartolomeo Vanzetti

Bartolomeo Vanzetti wurde am 11. Juni 1888 in Villafalletto bei Cuneo geboren. Seine Mutter hatte bereits einen Sohn aus einer früheren Ehe. Nach dem Tod ihres Mannes heiratete sie Giovanni Vanzetti. Bartolomeo war das erste von vier Kindern der Vanzettis.
Die Schule besuchte Bartolomeo für mindestens drei Jahre, die genaue Dauer ist nicht verlässlich belegt. Er wird als neugieriges und wissbegieriges Kind beschrieben. Sein Vater Giovanni, der neben einem Hof auch ein Kaffeehaus in Villafalletto führte, bestimmte für den Sohn jedoch den Beruf eines Zuckerbäckers. Mit 13 Jahren verließ Bartolomeo das Elternhaus, um die Lehre anzutreten. Während der anstrengenden Ausbildungszeit in verschiedenen Städten Italiens plagten ihn immer wieder Krankheiten.
Im Alter von 19 Jahren wurde er, mittlerweile in Turin, wegen einer schweren Rippenfellentzündung nach Hause gebracht. Die Arbeit als Zuckerbäcker nahm er nie wieder auf. Stattdessen arbeitete er zunächst im Garten seiner Familie. Im Jahr seiner Rückkehr starb seine Mutter an Leberkrebs, was Vanzetti sehr nahe ging. Gegen den Willen seines dominanten Vaters verließ Vanzetti 1908, knapp vor seinem 20. Geburtstag, seine Heimat, um in die USA auszuwandern.
Dort hielt er sich mit Gelegenheitsarbeiten über Wasser und zog von einer Stadt zur nächsten, ehe er sich 1913 in Plymouth, Massachusetts, niederließ. Seine Stelle bei der Plymouth Cordage Company verlor er nach aktiver Beteiligung an einem Streik. Im Herbst 1919 machte er sich als Fischverkäufer selbständig.
Vanzetti wohnte in Plymouth bei dem italienischen Anarchisten Vincenzo Brini als Untermieter. Selbst hatte er weder geheiratet noch Kinder, doch baute er eine innige Beziehung zu der Familie Brini und den drei Kindern auf. Nach seiner Flucht nach Mexiko und der Rückkehr nach Plymouth 1917 konnte ihn die Familie Brini aus Platzgründen nicht mehr aufnehmen, und er wohnte bis zu seiner Verhaftung bei der Familie Fortini.
Geprägt durch die leidvollen Erfahrungen als Arbeitsloser in den ersten Jahren in den Staaten, wuchsen seine Zweifel an der Religion, und er wandte sich verstärkt anarchistischen Idealen zu. In seiner Autobiografie schrieb er:

„In Amerika erfuhr ich all die Leiden, Enttäuschungen und Entbehrungen, die zwangsläufig das Los eines Menschen sind, der im Alter von zwanzig Jahren hier ankommt, nichts vom Leben weiß und etwas von einem Träumer in sich hat. Hier sah ich die ganze Grausamkeit des Lebens, all die Ungerechtigkeit und die Korruption, mit der sich die Menschheit auf so tragische Weise herumschlägt. […] Ich suchte meine Freiheit in der Freiheit aller, mein Glück im Glück aller.“

#### Gemeinsame Aktivitäten
Sacco und Vanzetti waren 1908 von Italien nach Amerika ausgewandert, begegneten sich jedoch erstmals im Mai 1917. Zu diesem Zeitpunkt hatten sie sich der anarchistischen Bewegung um Luigi Galleani angeschlossen. Galleani selbst wurde aufgrund der rigiden Politik gegen ausländische Radikale 1919 festgenommen und deportiert.
Kurz bevor Sacco und Vanzetti sich kennenlernten, waren die USA mit der Kriegserklärung an Deutschland im April 1917 in den Ersten Weltkrieg eingetreten. Die Flucht der beiden nach Mexiko erfolgte in der Absicht, sich der Musterung und dem drohenden Militäreinsatz im wesentlich auf europäischen Schlachtfeldern ausgetragenen Krieg zu entziehen. Tatsächlich konnten Ausländer, deren Einbürgerungsverfahren noch nicht abgeschlossen war, nach dem Gesetz eigentlich nicht zum Kriegsdienst verpflichtet werden. Drei oder vier Monate später kehrten sie wieder zurück, verwendeten aber einige Zeit falsche Namen, da sie aufgrund ihrer Flucht vor der Registrierung eine Gefängnisstrafe zu erwarten hatten.
Die Briefe, die sich beide während ihrer Gefangenschaft wegen des Raubmords von South Braintree schrieben – die meiste Zeit waren sie in getrennten Zellen und Gefängnissen untergebracht –, lassen mehr auf ein kameradschaftliches als ein herzlich-freundschaftliches Verhältnis zueinander schließen.

### Historisch-politische Hintergründe

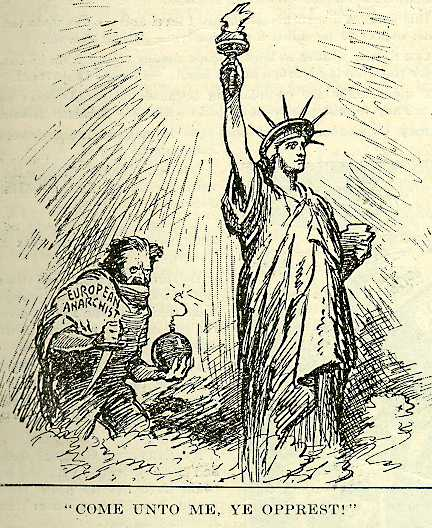
Publizistischer Ausdruck der Red Scare: Die Propaganda-Karikatur in der Tageszeitung Commercial Appeal aus Memphis (1919) stellt die Klischeevorstellung eines europäischen Anarchisten als Verbrecher dar, der die Freiheitsstatue zerstören will. Dazu ironisch das Bibelzitat (Mt 11,28 EU): “Come unto me, ye opprest!” („Kommt zu mir, ihr Unterdrückten“)

Mit Ende des Ersten Weltkriegs im November 1918 gerieten die USA in eine wirtschaftliche Depression. Die Zahl der Arbeitslosen nahm stark zu, die Preise stiegen kontinuierlich. Neben Streiks war eine erhöhte Kriminalitätsrate die Folge der desaströsen Wirtschaftslage. Zudem erschreckte die erfolgreiche kommunistische Revolution in Russland die zu der Zeit regierende politische Führung der USA. Denn auch in den Vereinigten Staaten gewannen linke Kräfte nun an Präsenz: Im September 1919 kam es nach Abspaltungen von der Sozialistischen Partei zur Gründung der Communist Party sowie der Communist Labor Party. Daneben gab es noch verschiedene Gruppierungen von Anarchisten und anderen aus dem Spektrum der revolutionären Linken, mit jeweils unterschiedlichen ideologischen Ausrichtungen. Die Regierungspropaganda machte nun die politische Linke pauschal für die schlechte Lage des Landes verantwortlich und bezeichnete sie undifferenziert als verbrecherische „Bolschewiken“, die alles daran setzen würden, eine kommunistische Revolution in den USA herbeizuführen. Die geschürte „Rote Angst“ (Red Scare) wurde durch eine Vielzahl von Bombenattentaten genährt, die Anarchisten zugeordnet wurden. So explodierten am 2. Juni 1919 acht Bomben in verschiedenen Städten des Landes. Dazu fanden sich Flugblätter mit Drohungen von „anarchistischen Kämpfern“ gegen die „Kapitalistenklasse“.
Die Angst vor „Bolschewiken“ ging mit der Angst vor Einwanderern einher. Letztere machten laut Propaganda neunzig Prozent aller Radikalen im Land aus. Der Generalstaatsanwalt Alexander Mitchell Palmer, dessen Haus bei einem der Anschläge beschädigt wurde, ließ daraufhin ab November 1919 brutale Razzien in Einrichtungen und Organisationen von und für Ausländer durchführen. Die breite Öffentlichkeit begrüßte diese sogenannten Palmer Raids, die darauf abzielten, „zum Radikalismus neigende Individuen“ aufzuspüren und des Landes zu verweisen. Unter Hinweis auf die drohende Gefahr für das Land wurden dabei geltende Gesetze missachtet oder zum Nachteil der betroffenen Einwanderer geändert. Zudem berichteten Zeugen und Reporter von schweren Übergriffen auf die – meist schuldlos – Verhafteten.
Die Spur der anarchistischen Flugblätter führte die ermittelnden Agenten in eine Druckerei in Brooklyn. Zwei der Angestellten wurden im Februar 1920 verhaftet. Einer von ihnen, der Setzer Andrea Salsedo, stürzte am Morgen des 3. Mai aus dem 14. Stockwerk eines New Yorker Polizeigebäudes. Er war bis dahin zwei Monate lang ohne Haftbefehl festgehalten und verhört worden. Gerüchte um Folterungen machten in anarchistischen Organisationen die Runde. Die Umstände des tödlichen Sturzes konnten nie vollständig geklärt werden. Dieser Vorfall löste bei anarchistischen Gruppen große Betroffenheit und Angst vor weiteren Razzien aus.

## Die Raubüberfälle
Am Morgen des 24. Dezember 1919 kam es in Bridgewater, Massachusetts, zu einem Raubüberfall auf einen Geldtransporter. Der Raubüberfall schlug fehl, die bewaffneten Gangster flüchteten ohne Beute.
Etwa vier Monate später, am 15. April 1920, erschossen zwei mit Handfeuerwaffen bewaffnete Männer in South Braintree, Massachusetts, den Lohnbuchhalter Frederick Parmenter und den Sicherheitsbeamten Alessandro Berardelli, zwei Angestellte der Slater & Morrill Shoe Company. Die Täter erbeuteten 15.776,51 $ (Wert 2025 ca. 213.000 $) Lohngeld, welches die Opfer bei sich trugen. Sie flüchteten mit einem dunkelblauen Buick, in dem sich zwei bis drei weitere Männer befanden. Dass dieser doppelte Raubmord in Verbindung mit dem Raubüberfall in Bridgewater stand, konnte nie zweifelsfrei bewiesen werden. Die ermittelnden Behörden gingen jedoch davon aus. Nach seiner Verhaftung als Verdächtiger im Fall South Braintree musste sich Vanzetti vor Gericht auch für den Raubversuch in Bridgewater verantworten.

## Vor dem Prozess

### Ermittlungen und Verhaftung
Die anfängliche Vermutung der Polizei, dass die sogenannte Morelli-Bande hinter dem Überfall in South Braintree stecken könnte, wurde durch den Polizeileiter von Bridgewater, Michael E. Stewart, rasch fallen gelassen. Er vermutete Anarchisten hinter dem Raubüberfall. Dabei stützte er sich offenbar auf folgende Indizien: Ein Radikaler namens Ferruccio Coacci, der wegen Verteilung anarchistischer Schriften deportiert werden sollte, hatte sich nicht, wie mit den Behörden vereinbart, am 15. April gemeldet. Daraus zog Stewart den Schluss, dass Coacci einer der Täter in South Braintree gewesen sein könnte. Außerdem glaubte Stewart, die Raubmorde in South Braintree stünden in Verbindung mit dem vier Monate zuvor in Bridgewater versuchten Überfall auf den Geldtransporter. Einer unbestätigten Zeugenaussage zufolge sollte Letzterer von einer Gruppe Anarchisten ausgeführt worden sein.
Stewart ließ das Haus durchsuchen, das der inzwischen abgeschobene Coacci bewohnt hatte. Im Schuppen meinte er Reifenspuren eines Buick und somit des Fluchtwagens zu entdecken. In dem Haus wohnte noch Mike Boda (auch: Mario Buda), der ebenfalls einer anarchistischen Organisation angehörte. Dieser gab an, dass normalerweise sein Wagen der Marke Overland im Schuppen untergestellt sei, dieser sich zurzeit aber zur Reparatur in einer Werkstatt befinde. Nach dem Besuch der Polizei tauchte Boda unter. Daraufhin wies Stewart den Besitzer der Autowerkstatt an, ihn anzurufen, sobald Boda seinen Wagen abholen sollte.
Am Abend des 5. Mai 1920 kam Boda mit drei weiteren Männern aus seiner anarchistischen Organisation zur Werkstatt. Darunter waren Sacco und Vanzetti. Die Frau des Inhabers informierte telefonisch die Polizei. Ob Boda und die anderen dies merkten, ist nicht sicher. Gesichert ist, dass sich die Männer vorzeitig und ohne den Wagen entfernten: Boda und einer der Begleiter auf einem Motorrad, mit dem sie auch gekommen waren, Sacco und Vanzetti zu Fuß. Nach etwa einer Meile stiegen die zwei in die Straßenbahn Richtung Brockton. Die Polizei von Brockton wurde währenddessen von Stewart informiert. Noch in der Straßenbahn wurden Sacco und Vanzetti als „verdächtige Personen“ verhaftet. Bei ihrer Verhaftung trugen beide Waffen bei sich: Sacco einen 32er Colt, Vanzetti einen 38er Harrington & Richardson Revolver und mehrere Patronen für eine Schrotflinte.
Auf der Polizeistation von Brockton wurden Sacco und Vanzetti getrennt voneinander verhört, erst von Stewart, einen Tag später vom Distriktstaatsanwalt von Norfolk County, Frederick G. Katzmann. Dabei wurde ihnen der Grund für die Verhaftung nicht genannt. Zu den Raubmorden selbst wurden sie nicht oder nur indirekt befragt, die Verhöre konzentrierten sich auf ihre politischen Einstellungen. Beide logen über den Erwerb der Waffen und leugneten, Anarchisten zu sein oder anderen linksgerichteten Ideologien anzuhängen. Außerdem gaben sie an, weder Boda noch Coacci zu kennen.
Zwar wurden die anderen, die den Wagen abholen wollten, ebenfalls verdächtigt. Doch gab es keine Übereinstimmung mit den Zeugenaussagen und dem auffallend kleinwüchsigen Mike Boda. Der andere Begleiter konnte ein eindeutiges Alibi vorweisen. Auch gegen Sacco und Vanzetti fanden sich keine Beweise oder Indizien, die sie zwingend mit einem der Raubüberfälle in Verbindung gebracht hätten. Ein Vergleich der Fingerabdrücke auf dem sichergestellten Fluchtwagen brachte keine Übereinstimmung. Den Verdacht, dass das geraubte Geld bei anarchistischen Organisationen eingegangen wäre, konnte eine Untersuchung ebenfalls nicht bestätigen. Das negative Ergebnis und die Untersuchung selbst wurde jedoch erst am 22. August 1927 vom Justizministerium zugegeben, also am Tag vor der Hinrichtung. Katzmann wie Stewart hielten dennoch daran fest, dass beide Raubüberfälle von einer bestimmten Gruppe Anarchisten ausgeführt worden und Sacco und Vanzetti daran beteiligt gewesen seien.

### Sacco-Vanzetti Defense Committee
Im Zuge der Verhaftung und der Anklagen gegen Sacco und Vanzetti, die ideologisch motiviert erschienen, bildete sich das Sacco-Vanzetti Defense Committee unter Federführung des mit Propaganda erfahrenen Anarchisten Aldino Felicani. Dieses Komitee machte den Fall publik, sammelte Geld und bestellte die Verteidiger. Inwieweit die Tätigkeiten des Komitees Sacco und Vanzetti genutzt oder geschadet haben, bleibt auch in der Gesamtbetrachtung des Falles umstritten.

### Bridgewater: Anklage und Urteil gegen Vanzetti
Durch Aussagen des Fabrikleiters und seiner Arbeitskollegen verfügte Sacco für den 24. Dezember 1919, den Tag des Bridgewater-Überfalls, über ein stichhaltiges Alibi.
Somit wurde nur gegen Vanzetti am 11. Juni 1920 Anklage wegen versuchten Raubes und Mordes in Bridgewater erhoben. Der Prozess begann am 22. Juni 1920 in Plymouth unter Vorsitz des Richters Webster Thayer.
Die Anklage, geführt von Katzmann, stützte sich im Wesentlichen auf drei Zeugen, die ihre Aussagen im Laufe der Voruntersuchung und des Prozesses teils deutlich zuungunsten Vanzettis verschärften.
Vanzettis Alibi wurde von vierzehn Italienern bestätigt, die aussagten, Vanzetti hätte ihnen beziehungsweise anderen am Morgen des 24. Dezember Aale für den Heiligen Abend verkauft. Aus Sorge seiner Anwälte, seine politischen Ansichten könnten die Geschworenen gegen ihn einnehmen, verzichtete Vanzetti auf eine eigene Aussage.
Richter Thayer belehrte die Geschworenen mit dem Hinweis, wonach die italienische Nationalität der Zeugen der Verteidigung diesen nicht zu ihrem Nachteil ausgelegt werden solle: „Aus der Tatsache, dass die Zeugen (des Angeklagten) Italiener sind, sollen keine für sie ungünstigen Schlüsse gezogen werden.“ Am 1. Juli 1920 wurde Vanzetti von den Geschworenen der Raub- und Mordabsicht für schuldig befunden. Von Richter Webster Thayer wurde er am 16. August zu einer Gefängnisstrafe von zwölf bis fünfzehn Jahren verurteilt, die er bis zur Hinrichtung im Gefängnis Charlestown abzusitzen hatte.

## Der Prozess gegen Sacco und Vanzetti

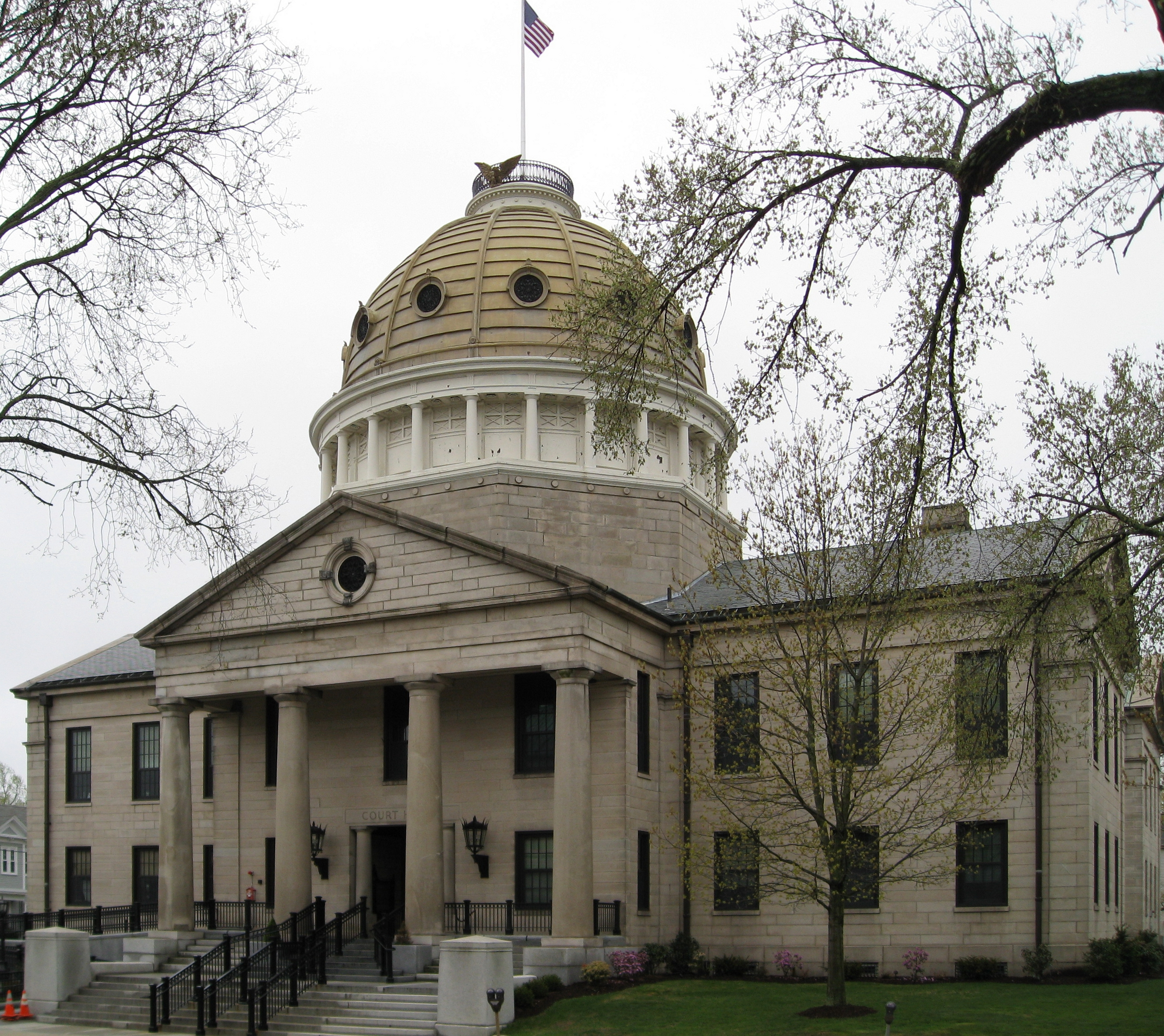
Der Ort des Prozesses: das Gerichtsgebäude des Norfolk County in Dedham, Massachusetts (2008)

Nach dem überraschenden Schuldspruch im Bridgewater-Prozess suchte Felicani nach einem neuen Verteidiger. Der bekannte Radikale Carlo Tresca empfahl den exzentrischen Anwalt Fred H. Moore, der bereits an erfolgreichen Verteidigungsfällen von Radikalen und Anarchisten beteiligt gewesen war. Moore nahm seine Arbeit im August 1920 auf. Dabei konzentrierte er sich auf die politische Dimension des Falles und mobilisierte weite Kreise vor allem linker und anarchistischer Gruppen. Vanzetti verfolgte Moores erfolgreiche Bemühungen um Propaganda mit Zustimmung. Sacco hingegen war skeptisch und lehnte die oft provokanten Methoden Moores ab. Dessen ungeachtet hielt das Sacco-Vanzetti Defense Committee an Moore fest.
Der Prozess begann am 31. Mai 1921 in Dedham, Massachusetts. Wie schon im Prozess gegen Vanzetti in Plymouth wurde die Anklage von Staatsanwalt Frederick G. Katzmann geführt. Den Vorsitz hatte – auf eigenen Wunsch – wieder Richter Webster Thayer inne.

### Zeugen des Überfalls
Von den insgesamt 33 Zeugen, die über Saccos Beteiligung am Raubüberfall aussagen sollten, glaubten vor Gericht nur sieben, ihn tatsächlich während der Tat oder zumindest einige Stunden davor in Tatortnähe gesehen zu haben. Weil diese Zeugen ihre Aussagen bis zum Prozess teilweise stark änderten und sich zudem Widersprüche bemerkbar machten, wurde deren Beweiskraft schon im laufenden Prozess stark bezweifelt.
Gegen Vanzetti sagten fünf Zeugen aus. Auch deren Aussagen wichen teilweise überraschend von zuvor getätigten ab. Drei davon waren nicht Zeuge des Überfalls selbst. Entlastet wurde Vanzetti von einunddreißig Zeugen, die ausschlossen, ihn während des Verbrechens gesehen zu haben.
Auch der Richter stellte später fest: „Diese Urteile beruhten nach meiner Auffassung nicht auf den Aussagen der Augenzeugen, denn die Verteidigung rief mehr Zeugen auf als die Anklage, Zeugen, die aussagten, dass keiner der Angeklagten sich im Gangsterauto befunden habe.“

### Beweisstücke
Im Laufe des Prozesses behauptete die Staatsanwaltschaft, der Revolver, den Vanzetti bei seiner Verhaftung bei sich trug, stamme aus dem Besitz des ermordeten Wächters Alessandro Berardelli. Die Verteidigung wiederum meinte, durch Zeugenaussagen vorheriger Besitzer des Revolvers das Gegenteil beweisen zu können. Es war zudem nicht sicher, dass Berardelli seine Waffe am Tag des Überfalls überhaupt bei sich trug, da er sie zuvor in einer Reparaturwerkstatt abgegeben hatte. Ein Werkstattarbeiter konnte weder bestätigen noch verneinen, dass Vanzettis Revolver mit dem Berardellis identisch sei.
Die Staatsanwaltschaft legte außerdem eine Kappe vor, die angeblich neben Berardellis Leiche gefunden wurde. Tatsächlich entdeckte ein Fabrikarbeiter die besagte Kappe erst einen Tag nach dem Raubmord auf der Straße. Nach Aussage eines Zeugen hatte die Kappe äußerliche Ähnlichkeit mit einer Kappe, die Sacco zu tragen pflegte. Als Sacco sie im Gericht aufsetzen sollte, erwies sie sich als zu eng. Richter Thayer erkannte sowohl in der Kappe als auch im Revolver stark belastende Beweise gegen die Angeklagten.
Zum stärksten und umstrittensten Beweisstück wurde die Kugel, die laut Anklage aus Saccos Colt abgefeuert wurde und den Tod von Alessandro Berardelli verursachte („Kugel III“). Allerdings wurde dieses Beweisstück nicht von der Staatsanwaltschaft, sondern von der Verteidigung eingebracht: Moore beantragte am 5. Juni 1921 ballistische Untersuchungen der Kugel. Die Versuche am 18. Juni führten zu drei Gutachten verschiedener Experten. Der Bericht der Verteidigung schloss aus, dass die Kugel aus Saccos Colt abgefeuert wurde. Ein weiterer Sachverständiger sah dies als möglich an (“I am inclined to believe […]”). Für Sacco verhängnisvoll wurde die Aussage des dritten Sachverständigen William H. Proctor:
Harold P. Williams (stellvertretender Distriktstaatsanwalt): „Sind Sie zu einer Erkenntnis darüber gelangt, ob die hier als Beweisstück vorliegende Kugel III aus dem automatischen Colt abgefeuert wurde?“
Proctor: „Das bin ich.“
Williams: „Und was ist Ihre Meinung?“
Proctor: „Meine Meinung ist, dass sie einer aus dieser Pistole abgefeuerten Kugel entspricht.“ (“My opinion is that it is consistent with being fired by that pistol.”)
Diese sprachlich nicht eindeutige Aussage wertete Thayer gegenüber den Geschworenen als Beweis gegen Sacco.
In seiner eidesstattlichen Erklärung nach Prozessende betonte Proctor jedoch, dass er lediglich darlegen wollte, die Kugel sei aus einem automatischen Colt gekommen, nicht aber unbedingt aus Saccos.
Der Streit um die Beweiskraft der ballistischen Tests an Saccos Waffe hielt noch Jahre nach dem Urteil an und wird bis heute geführt. Weitere Untersuchungen im Zuge der Wiederaufnahmeanträge brachten widersprüchliche Ergebnisse. Zudem tauchten Indizien dafür auf, dass sowohl der Lauf von Saccos Colt als auch die Kugel selbst ausgetauscht wurden.

### Alibis
Vanzetti gab an, am Tag des Überfalls seinen normalen Tätigkeiten nachgegangen zu sein, aber auch Stoff für einen neuen Anzug gekauft zu haben. Das eher schwache Alibi wurde von Zeugen bestätigt. In den Kreuzverhören bemühte sich Katzmann, die Zeugen unglaubwürdig erscheinen zu lassen.
Sacco wollte nach eigenen Angaben ein Dokument für die geplante Heimreise nach Italien besorgen. Zu diesem Schritt hätte er sich auf die Nachricht vom Tod seiner Mutter hin entschlossen. Er nahm sich deshalb für den 15. April frei, um in Boston das italienische Konsulat aufzusuchen. Drei Zeugen bestätigten, Sacco in Boston getroffen zu haben, darunter der Angestellte im Konsulat. Überraschend erkannte Sacco unter den Zuschauern im Gerichtssaal auch noch einen Mann, den er im Zug bei der Rückfahrt aus Boston gesehen hatte. Der Mann konnte im Kreuzverhör Saccos Angaben bestätigen.
In Bezug auf Bodas Wagen, den sie am Tag der Verhaftung abholen wollten, sagten Sacco und Vanzetti aus, dass sie ihn zum Einsammeln radikaler Schriften benutzen wollten: Die Anarchisten erwarteten im Zuge der Vorfälle um den Anarchisten Andrea Salsedo weitere Razzien.

### Bedeutung des Patriotismus im Prozess
Obwohl für die angelasteten Raubmorde nicht relevant, hob Staatsanwalt Katzmann bei den Kreuzverhören von Sacco und Vanzetti deren Flucht vor dem Kriegsdienst hervor. Er warf ihnen dabei vor, Amerika nicht zu lieben („Ist das Ihre Vorstellung, Ihre Liebe zu Amerika zu beweisen?“).
Sein Plädoyer an die Geschworenen schloss Katzmann mit der Aufforderung: „Haltet zusammen, Männer von Norfolk!“ Bei der abschließenden Belehrung der Geschworenen am 14. Juli 1921 beschwor Richter Thayer den Wert der Treue: „Es gibt kein besseres Wort in der englischen Sprache als ‚Treue‘. Denn jener, der seine Treue zu Gott, zu seinem Land, zu seinem Staat und zu seinen Mitmenschen zeigt, stellt den höchsten und edelsten Typus wahren amerikanischen Bürgertums dar, das in der ganzen Welt nicht seinesgleichen hat.“
Nach etwa fünf Stunden wurden Sacco und Vanzetti durch die Geschworenen in allen Anklagepunkten schuldig gesprochen. Fast sechs Jahre später, am 9. April 1927, verkündete Richter Thayer das Urteil, lautend auf Todesstrafe durch die Anwendung elektrischen Stroms.

## Prozessende bis Hinrichtung

### Berufungen
Die lange Zeit, die vom Schuldspruch der Geschworenen bis zur Urteilsverkündung verstrich, erklärt sich durch die vielen Anläufe seitens der Verteidigung, den Fall erneut zu verhandeln. Bis 1927 brachte die Verteidigung acht Revisionsanträge ein. In den Anträgen spiegelt sich die bis heute anhaltende Kritik an der Prozessführung und dem daraus resultierenden Urteil.
Der erste Antrag auf Wiederaufnahme des Verfahrens wurde bereits am 18. Juli 1921 gestellt. Die Verteidigung vertrat darin die Ansicht, dass die Entscheidung der Geschworenen durch Vorurteile getrieben war und im Widerspruch zur Beweislage stünde. Der Antrag wurde am 5. November behandelt und am 24. Dezember von Richter Thayer abgewiesen. Innerhalb der nächsten zwei Jahre folgten fünf Zusatzanträge, die Anfang Oktober und Anfang November 1923 verhandelt wurden. Etwa ein Jahr später fällte Richter Thayer die Entscheidung, alle fünf Anträge abzulehnen.
Brisantester Aspekt des ersten Zusatzantrags („Ripley-Daly-Antrag“, gestellt am 8. November 1921) war die eidesstattliche Erklärung eines Freundes des Geschworenenobmannes Walter H. Ripley: Nachdem er Ripley gegenüber geäußert habe, dass Sacco und Vanzetti wohl unschuldig seien, habe Ripley geantwortet: „Zum Teufel mit ihnen, man sollte sie auf jeden Fall aufhängen!“ Die Ablehnung des Antrags begründete Richter Thayer unter anderem mit seinem Respekt gegenüber dem inzwischen verstorbenen Geschworenenobmann: Er sei „nicht bereit, das Andenken Mr. Ripleys zu trüben“.
Im zweiten Zusatzantrag („Gould-Pelser-Antrag“, eingebracht am 4. Mai 1922) bemängelte die Verteidigung, dass ein entlastender Zeuge des Überfalls vor Gericht nicht geladen und sie über diesen Zeugen nicht informiert wurde. Doch laut Richter Thayer wäre die weitere Zeugenaussage für den Wahrspruch irrelevant. Stattdessen führte er unter anderem das „Schuldbewusstsein“ der Angeklagten als ausschlaggebend an.
Der Antrag beinhaltete auch den schriftlichen Widerruf einer belastenden Zeugenaussage. Der Zeuge, Pelser, gab jedoch später gegenüber Staatsanwalt Katzmann an, dass dieser Widerruf unter Alkoholeinfluss und auf Druck Moores zustande gekommen war. Auch im Vorfeld der zwei folgenden Zusatzanträge („Goodridge-Antrag“, gestellt am 22. Juli 1922; „Andrews-Antrag“, 11. September 1922) soll Moore belastenden Zeugen gedroht haben, damit sie ihre Aussagen widerriefen. Richter Thayer rügte Moores Vorgehen scharf und wies die Anträge ab. Auch im Defense Committee regte sich vermehrt Widerstand gegen Moores Methoden.
Für den fünften Zusatzantrag („Hamilton-Proctor-Antrag“, eingebracht am 30. April 1923, ergänzt am 5. November 1923) untersuchten zwei Sachverständige (Albert H. Hamilton und Augustus H. Hill) abermals die Kugel III beziehungsweise die Patronenhülse und schlossen aus, dass diese aus Saccos Colt abgefeuert wurden. Zwei Sachverständige der Anklage widersprachen dieser Erkenntnis. Thayer entschied, den Ballistikern der Staatsanwaltschaft zu glauben. Ergänzt wurde der Antrag mit einer eidesstattlichen Erklärung des Sachverständigen Proctor. Dieser distanzierte sich nun eindeutig von seiner missverständlichen Aussage bezüglich Saccos Colt: Der Staatsanwalt hätte demnach gewusst, dass er, Proctor, keinen ballistischen Beweis gegen Sacco habe. Durch die geschickte Fragestellung sei Proctors eigentliche Aussage verdreht worden. Thayer zeigte sich entsetzt über die eidesstattliche Darstellung des inzwischen verstorbenen Proctor, da „Ehre und Integrität“ der Staatsanwaltschaft damit angegriffen würden.

#### Moores Entlassung
An Moores Stil, der den Richter Thayer und die konservativen Geschworenen provozieren musste, wurde noch vor dem Prozess Kritik geäußert. Doch einmal beauftragt, lehnte er es ab, den Fall abzugeben.
Die Spannung zwischen Moore auf der einen und Felicani sowie Sacco und Vanzetti auf der anderen Seite begann nicht zuletzt wegen der offenbar unlauteren Methoden, die Moore bei den Nachrecherchen anwandte, zu eskalieren. Moore gründete die Sacco-Vanzetti New Trial League, von der aus nun die gesammelten Gelder für den Kampf um einen neuen Prozess eingesetzt werden sollten – mit ihm als führendem Verteidiger. Da sich sowohl Sacco als nun auch Vanzetti energisch gegen Moore wandten, scheiterte die New Trial League. Moore wurde entlassen und zog sich im November 1924 enttäuscht vom Fall zurück. Sein Beitrag wird meist ambivalent bewertet: Das erfolgreiche Bemühen, den Fall als Skandal weltweit publik zu machen, gilt als sein Verdienst. Gleichzeitig wird die betriebene Politisierung als Grund für sein Scheitern vor Gericht kritisiert. Dass er sich später gegen Sacco und Vanzetti wandte („Sacco war wahrscheinlich und Vanzetti möglicherweise schuldig.“), wird teilweise als Folge seiner Verbitterung interpretiert.
Moore wurde durch den renommierten, konservativen Anwalt William Thompson ersetzt. Der war bereits bei Erstellung des fünften Zusatzantrags involviert und von der Unschuld beider Angeklagten überzeugt. Felicani äußerte sich später tief beeindruckt von Thompsons Beitrag zu dem Fall, beschrieb das Verhältnis aber als eher distanziert: „… er [war] der Aristokrat und wir die Proletarier.“ Thompson wies das Defense Committee an, sämtliche Agitation einzustellen, um die Auseinandersetzungen mit dem Gericht sachlicher führen zu können. Obwohl Vanzetti, Felicani und andere im Komitee aus tiefem Misstrauen gegenüber der Staatsanwaltschaft und dem Gericht auf den Druck der Öffentlichkeit bauten, folgte das Defense Committee schließlich Thompsons Anweisung. Inzwischen stieß der Fall längst auf weltweite Aufmerksamkeit. So fanden die Vorsprachen Thompsons bei Gericht in den Zeitungen große Beachtung.
Im Januar 1926 vertrat Thompson seine Berufung gegen das Urteil und die Ablehnung der Wiederaufnahmeanträge durch Thayer vor dem Obersten Gerichtshof von Massachusetts. Dieser bestätigte etwa fünf Monate später die Schuldsprüche gegen Sacco und Vanzetti und Thayers Entscheidung, die im Grunde durch das Ermessensrecht des Richters gedeckt sei. So müsse ein Richter nicht einmal begründen, warum er etwa eidesstattlichen Erklärungen keinen Glauben schenkt. Die Behauptung der Verteidigung, es wurden während des Prozesses bewusst Vorurteile geschürt, wies das Oberste Gericht ebenfalls zurück.

#### Madeiros-Antrag
Im November 1925 kam es im Fall Sacco und Vanzetti zu einer der aufsehenerregendsten Wendungen. Celestino F. Madeiros, der wegen Tötung eines Bankangestellten im selben Gefängnis wie Sacco untergebracht wurde, ließ Sacco am 18. November 1925 eine Notiz zukommen:

„Ich gestehe hiermit, dass ich bei dem Verbrechen in der Schuhfabrik in South Braintree dabei war und dass Sacco und Vanzetti nicht dabei waren.
 Celestino F. Madeiros“

Gegenüber dem Anwalt Thompson und später auch einem Vertreter der Staatsanwaltschaft schilderte Madeiros den Überfall, bei dem er nach eigenen Angaben als Aufpasser im Fluchtwagen beteiligt war.
Da die Aussage eines verurteilten Verbrechers vor Gericht wenig Glaubwürdigkeit besitzt, beauftragte die Verteidigung den Anwalt Herbert Ehrmann mit Nachforschungen auf Basis von Madeiros’ Angaben. Ehrmann stieß dabei auf neue Zeugenaussagen und Indizien, die Madeiros’ Version zu bestätigen schienen. In weiterer Folge verdächtigte er die bekannte Morelli-Bande, hinter dem Raubüberfall in South Braintree zu stecken. So machte er unter anderem Waffen im Besitz von Banden-Mitgliedern ausfindig, die mit solchen Waffen übereinzustimmen schienen, wie sie laut Prozess-Aussagen von Ballistikexperten bei dem Raubüberfall verwendet wurden. Auch deckten sich nach Ehrmanns Beobachtung die meisten aktenkundigen Personenbeschreibungen mit den Morelli-Brüdern beziehungsweise deren Komplizen.
Am Ende seiner Recherchen meinte Ehrmann, Täter, Motiv, die Tatwaffen, den Ablauf sowie die Planung des Überfalls in South Braintree nennen beziehungsweise rekonstruieren zu können. Die Staatsanwaltschaft, vertreten durch Dudley Ranney, lehnte es aufgrund bestehender Lücken und Ungenauigkeiten des Geständnisses jedoch ab, gegen die Mitglieder der Morelli-Bande in dieser Sache Anzeige zu erstatten oder eigene Untersuchungen durchzuführen: „Wir glauben, die Wahrheit gefunden zu haben, und … da wir die Wahrheit gefunden haben, kann nichts anderes mehr eine Rolle spielen.“
Bei Gericht wurde seitens der Verteidigung am 26. Mai 1926 der mittlerweile sechste Zusatzantrag („Madeiros-Antrag“) für eine Wiederaufnahme des Verfahrens eingebracht, der sich unter anderem auf Madeiros’ Geständnis stützte. Richter Webster Thayer wies den Antrag am 23. Oktober 1926 ab. Er hob in seiner Begründung die Stellen des Geständnisses hervor, die dem vom Gericht rekonstruierten Tathergang widersprachen. Ehrmanns Recherche-Ergebnisse ignorierte er oder erachtete sie als nichtig.
Ein anderer Bestandteil des Antrags war die Behauptung, die Staatsanwaltschaft hätte mit dem Justizministerium zusammengearbeitet, um entlastende Beweise zu unterdrücken. Thompson stützte sich dabei auf zwei eidesstattliche Erklärungen ehemaliger Beamter, die beide übereinstimmend Folgendes berichten:

„Die Bostoner Amtsstelle des Justizministeriums benötigte dringend ausreichendes Beweismaterial gegen Sacco und Vanzetti, um sie deportieren zu können, doch gelang es ihr nie, die […] erforderliche Art und Menge von Beweismaterial zu bekommen. Nach Auffassung der hiesigen Beamten des Ministeriums war eine Verurteilung von Sacco und Vanzetti eine Möglichkeit, diese beiden Männer loszuwerden.“

Der Schriftverkehr des Ministeriums mit Katzmann sollte demnach ausführlich in den Akten dokumentiert sein. Thompson wollte in die Akten Einsicht nehmen, was ihm die Staatsanwaltschaft jedoch verwehrte. Im Antrag vor Gericht wies Thompson explizit auf dieses Verhalten der Staatsanwaltschaft hin und forderte das Gericht auf, die Herausgabe der Akten anzuordnen: „Es gibt etwas, das wichtiger ist, als Sacco und Vanzetti für diesen Mord zu bestrafen, wenn sie ihn begangen hätten, was nach unserer Auffassung nicht der Fall ist, und das ist, dass die Verurteilung schuldiger Menschen stets im Einklang mit den Regeln des Rechts und der Gerechtigkeit und einer fairen Vorgangsweise erfolgen soll, offen und fair und ohne Heimlichkeit oder Hintergedanken …“ Thayer attestierte diesbezüglich bei Thompson „Hysterie“, da die Anschuldigungen jeder Grundlage entbehrten. Das Gericht könne nicht die Vorlage von Beweisen verlangen, denn „man kann nichts vorlegen, was nicht existiert“.
Gegen die Ablehnung des Antrags und seine Begründung rief Thompson abermals den Obersten Gerichtshof in Massachusetts an. Dieser entschied am 5. April 1927 wieder zugunsten von Thayers Ermessensrecht. Zudem verwies er auf ein Urteil aus einem zivilrechtlichen Prozess: „Eine Wiederaufnahme ist nicht zwingend vorgeschrieben, auch wenn neue Beweise entdeckt wurden, welche die Geschworenen zu einem anderen Wahrspruch veranlassen würden.“

### Warten im Gefängnis
Die von Zweifel und Ängsten geprägte Wartezeit auf die Entscheidungen über die Anträge und schließlich auf die Hinrichtung verbrachten Sacco und Vanzetti größtenteils in getrennten Gefängnissen: Vanzetti saß seine Strafe nach dem Bridgewater-Prozess in Charlestown ab, während Sacco im Gefängnis Dedham untergebracht wurde. So verschieden beide Männer waren, so unterschiedlich gingen sie auch mit den Schuldsprüchen und der drohenden Hinrichtung um.
Sacco machte die Situation offenbar weit mehr zu schaffen als Vanzetti, der von sich selbst und anderen als Denker und Träumer beschrieben wurde. Getrennt von seiner Frau und den Kindern, litt Sacco einige Monate nach der Verurteilung an Wahnvorstellungen. Im Februar 1923 trat er in einen mehrwöchigen Hungerstreik. Vanzetti schreibt in einem Brief an seine Schwester Luigia, mit der er während der Gefangenschaft regen brieflichen Kontakt pflegte: „Er ist entschlossen, freizukommen oder zu sterben. Er war neunundzwanzig Tage ohne Nahrung …“ Vanzetti brach seinen eigenen Hungerstreik am 25. Juli 1927 nach acht Tagen ab. Nach einer Untersuchung wurde Sacco ins psychiatrische Krankenhaus in Boston eingeliefert, wo er zwangsernährt werden sollte. Daraufhin begann er, von selbst wieder zu essen.
Nach einer kurzen Besserungsphase hatte er am 22. März einen Anfall: Vier Männer mussten ihn davon abhalten, weiter mit dem Kopf gegen die Armlehnen eines schweren Stuhls zu schlagen. Er äußerte in der Folge immer wieder Selbstmordabsichten. Ruhige Phasen wechselten sich mit plötzlichen Anfällen. Der Krankenhausdirektor stellte am 10. April fest, Sacco benötige stationäre Pflege und Behandlung. Knapp zwei Wochen später, an Saccos 32. Geburtstag, erfolgte die Einlieferung ins Krankenhaus für geisteskranke Rechtsbrecher in Bridgewater. Dank besserer sozialer Kontakte – er war nicht mehr isoliert in einem Raum untergebracht – und der Möglichkeit, auf der Gefängnisfarm zu arbeiten, verbesserte sich sein Zustand deutlich. Am 29. September 1923 wurde er wieder ins Gefängnis in Dedham überstellt.
Vanzetti schien es leichter zu fallen, sich mit Verurteilung und Gefangenschaft abzufinden: „Es heißt, dass die Menschen von einem erst dann Gutes sagen, wenn man tot ist, aber sie sagen auch Gutes von einem, wenn man im Gefängnis sitzt.“ Er las viel, arbeitete an Übersetzungen und führte eine intensive Korrespondenz, vor allem mit seiner Schwester Luigia in Italien. „Mein Leib und meine Seele bleiben stark … Meine schriftstellerischen Arbeiten, so armselig sie sein mögen, stoßen auf Sympathie und Zustimmung. In den dreizehn Jahren, die ich in diesem Land bin, habe ich nie erkannt, dass ich überhaupt ein Talent habe, bis dann das gegenwärtige Unglück eingetreten ist.“
Der Arbeiter und Idealist Vanzetti nahm nicht unbefriedigt zur Kenntnis, durch die Verurteilung – so sehr er auch darunter litt – eine Bedeutung zu erlangen, die einem Menschen seines Standes sonst nie zuteilgeworden wäre: „Ich habe viele Doktoren, Anwälte und Millionäre kennengelernt, an die ich nie herangekommen wäre. Und wie sie mich lieben! Sie staunen über das, was ich schreibe, sie besuchen mich und bringen Geschenke, und sie schreiben mir fortwährend. Wenn ich freigelassen würde, dann würden sie die Türen ihrer Häuser öffnen und mich einlassen und mir auf jede nur erdenkliche Weise helfen.“
Nachdem Thayer wiederholt eine Wiederaufnahme des Verfahrens abgelehnt hatte, diagnostizierten die Psychiater auch bei Vanzetti Halluzinationen und Wahnvorstellungen. Von Januar bis Mai 1925 wurde er im Krankenhaus für geisteskranke Rechtsbrecher untergebracht. Vage Andeutungen in seinen Briefen an Luigia lassen allerdings darauf schließen, dass Vanzetti seine Geisteskrankheit nur vortäuschte. Unklar bleibt aber, was er damit erreichen wollte: Bei objektiver Betrachtung ließ sich damit die herannahende Exekution nicht aufhalten.

### Urteilsverkündung
Die Urteilsverkündung am 9. April 1927 fand im Gericht von Dedham unter regem Interesse der Öffentlichkeit statt.
Laut Protokoll durften beide noch einmal das Wort ergreifen, ehe die Todesstrafe angeordnet wurde. Sacco, der Englisch noch schlechter beherrschte als Vanzetti, wandte sich nur mit einer kurzen Rede an Richter Thayer. Er habe niemals etwas so Grausames erfahren wie dieses Gericht. Doch überlasse er das Reden seinem Genossen Vanzetti, der der englischen Sprache mächtiger wäre als er. Sacco schloss mit der Beteuerung: „[Richter Thayer] weiß, dass ich niemals schuldig war, niemals – nicht gestern noch heute noch jemals.“
In seiner fünfundvierzig Minuten langen Rede beteuerte Vanzetti seine Unschuld und hob seinen Kampf um Gerechtigkeit hervor, dessen er sich schuldig gemacht habe:

„Ich habe nicht nur mein ganzes Leben lang kein wirkliches Verbrechen begangen – wohl einige Sünden, aber keine Verbrechen –, […] sondern auch das Verbrechen [bekämpft], das die offizielle Moral und das offizielle Gesetz billigen und heiligen: Die Ausbeutung und Unterdrückung des Menschen durch den Menschen […] Wenn es einen Grund gibt, warum Sie mich in wenigen Minuten vernichten können, dann ist dies der Grund und kein anderer.“

Er prangerte scharf die seiner Ansicht nach feindselige Haltung der Gerichte an:

„Nicht einmal ein Hund, der Hühner tötet, [wäre] mit solchen Beweisen, wie die Staatsanwaltschaft sie gegen uns vorgebracht hat, von amerikanischen Geschworenen schuldig gesprochen worden. Ich sage, nicht einmal einem räudigen Hund wäre seine Berufung vom Obersten Gerichtshof zweimal abgelehnt worden […]“

Er erinnerte an Madeiros, dem sehr wohl ein neues Verfahren gewährt wurde mit der einfachen Begründung, die Geschworenen seien vom Richter nicht darauf hingewiesen worden, dass ein Angeklagter so lange unschuldig sei, bis seine Schuld als bewiesen gelte. „Wir haben bewiesen, dass es auf der ganzen Erde keinen Richter geben kann, der voreingenommener und grausamer ist, als Sie gegen uns gewesen sind.“
Vanzetti schloss mit der Überzeugung, dafür büßen zu müssen, ein Radikaler und Italiener zu sein: „… aber ich bin überzeugt, dass ich im Recht bin, und wenn Sie mich zweimal hinrichten könnten, und wenn ich zwei weitere Male geboren werden könnte, dann würde ich wieder das tun, was ich getan habe.“
Richter Thayer ordnete daraufhin an, dass Sacco und Vanzetti „die Todesstrafe durch die Anwendung elektrischen Stroms an ihrem Körper“ erleiden sollten. Die Vollstreckung des rechtskräftigen Urteils wurde für die mit dem 10. Juli 1927 beginnende Woche anberaumt.

### Proteste

#### Mobilisierung einer weltweiten Öffentlichkeit
In den USA konnten zur Zeit des Prozesses und der Berufungen – bis auf wenige Ausnahmen – nur Einwanderer sowie anarchistische und einige linke Gruppierungen für Proteste mobilisiert werden, wobei etwa die Kommunisten kein Interesse an einer Beteiligung zeigten. Als bekannt wurde, dass weder das vorliegende Geständnis Madeiros’ noch der Verdacht auf heimliche Absprachen mit dem Justizministerium eine juristische Neubewertung des Falles nach sich zog, wurden zusehends auch konservative Intellektuelle des ganzen Landes auf den Fall aufmerksam: In einem aufsehenerregenden Artikel im Magazin The Atlantic Monthly (März 1927) kritisierte der Jurist Felix Frankfurter die Entscheidungen von Richter Thayer scharf. Die Frage, ob Sacco und Vanzetti sterben sollten, wurde in amerikanischen Zeitungen und der Öffentlichkeit kontrovers debattiert.

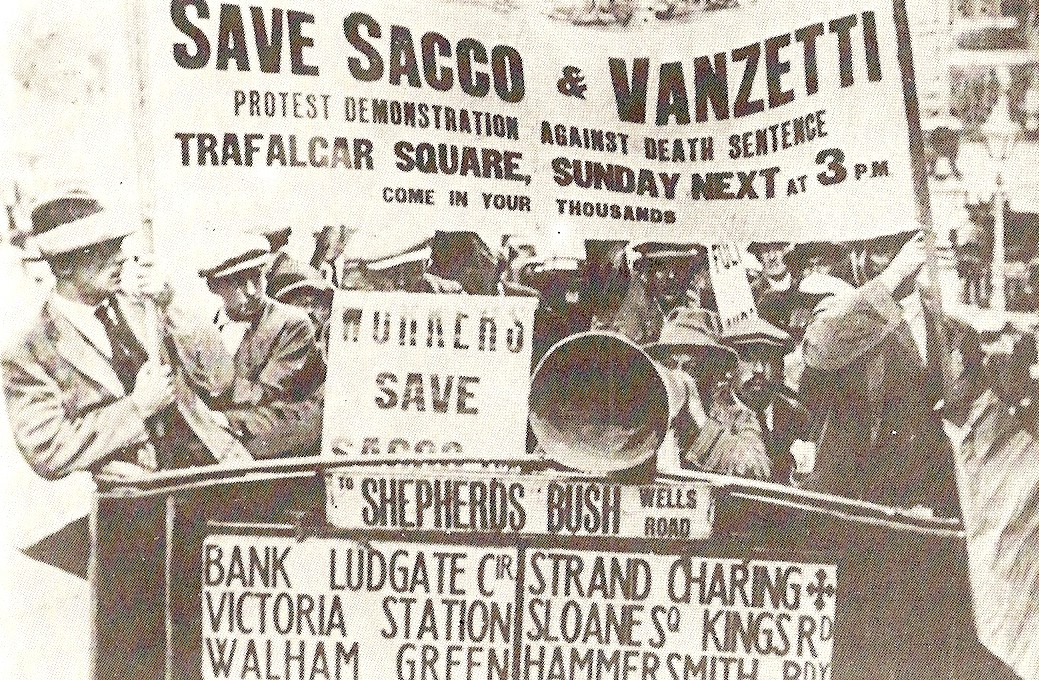
Mobilisierung zu einer Demonstration für Sacco und Vanzetti in London (nach dem Schuldspruch von 1921)

Nachdem das Todesurteil verkündet worden war, stieß die nun besonders auf Amerikaner zugeschnittene Kampagne des Defense Committee bei allen Bevölkerungsschichten und Glaubensgruppen auf große Resonanz: Katholiken, Quäker, Presbyterianer, Atheisten, Wissenschaftler, Schriftsteller und viele andere begannen sich für die Verurteilten einzusetzen. Diese breite Mobilisierung ist vor allem dem Journalisten Gardner Jackson zuzuschreiben, der sich mit großem persönlichem Einsatz für das Defense Committee engagierte. Auch die Kommunistische Partei begann nun, den Fall für sich zu instrumentalisieren: Von der gesammelten annähernd halben Million sollen nur 6000 Dollar an das Defense Committee übergeben worden sein.
Außerhalb der USA kam es schon früher zu öffentlichen Protestkundgebungen. Die größten Demonstrationen fanden in Frankreich und Italien statt, wo zehntausende Menschen teilnahmen. Die friedlich verlaufenden Kundgebungen wurden von Gewaltakten überschattet: In Paris explodierte eine Bombe vor der amerikanischen Botschaft. In Lissabon konnte eine weitere Bombe vor der Explosion entdeckt und beseitigt werden.
In den Städten Basel, Zürich und Genf protestierte die Arbeiterbewegung gegen das Urteil. In Basel fand am 10. August 1927, dem ursprünglichen Hinrichtungstermin von Sacco und Vanzetti, eine Demonstration auf dem Barfüsserplatz statt. Mit über 12.000 Teilnehmern ist sie bis heute eine der größten in der Geschichte der Stadt. Am selben Abend zerstörte eine Bombe ein Tramhäuschen auf dem Barfüsserplatz. Ein Tramführer und eine weitere Person starben, 14 Personen wurden verletzt. Der Fall gilt als ungelöst.
Die Internationale Rote Hilfe, die Mitte der 1920er-Jahre in vielen Staaten Ableger hatte, koordinierte weltweit die Proteste mit ihren Mitgliedsorganisationen. In Deutschland forderte Kurt Tucholsky – publiziert in der Weltbühne vom 19. April 1927 – den US-Botschafter auf, zumindest eine zügige Begnadigung der beiden Gewerkschafter zu erwirken. Auch Thomas Mann ist in die Proteste involviert. Er unterzeichnet einen Aufruf mit dem Titel "Rettet Sacco und Vanzetti!" in der linksdemokratischen Wochenschrift "Das Tagebuch" und schrieb in "Die Welt am Abend" einen Protest gegen das Gerichtsurteil.

#### Ruf nach Revision
Das Defense Committee konzentrierte seine Bemühungen nun ganz auf die Einsetzung eines Untersuchungsausschusses. Obwohl diese Forderung auch von über sechzig Professoren und Rechtswissenschaftlern des ganzen Landes an den Gouverneur von Massachusetts, Alvan T. Fuller, herangetragen wurde, gab es in der Oberschicht und dem Mittelstand eine breite Front gegen derartige Bestrebungen.
Die Gegner äußerten die Befürchtung, das Ansehen der Institutionen von Massachusetts könnte durch eine Revisionskommission geschädigt werden: Es würde schändlicherweise so wirken, als ob die „Gerichte von Massachusetts unfähig seien, in Kriminalprozessen fair und ehrlich zu sprechen“. Vanzetti schrieb dazu in einem Brief: „Sie müssen uns umbringen, um die Würde und Ehre des Commonwealth zu retten.“
Ein weiterer Grund waren Ressentiments gegen Ausländer und Andersdenkende, wie sie laut Verteidigung den ganzen Prozess prägten. Vielen reichte die unbestrittene Tatsache, dass Sacco und Vanzetti Einwanderer, Wehrdienstflüchtige und Anarchisten waren, um ihnen per se Bürgerrechte abzusprechen. Zitat aus einem Leserbrief an die New Republic: „Ich sage, Richter Thayer hat recht getan, als er sie, mit oder ohne Beweise, des Mordes schuldig befand, damit man sie loswerden kann […] Amerika ist für die Amerikaner da und nicht für verdammte Ausländer.“
Ein drittes Argument gegen eine Revision fand sich in den Protesten selbst: Man dürfe der Agitation radikaler Kräfte im In- und Ausland keinesfalls nachgeben, möchte man amerikanische Werte nicht verraten.
Gouverneur Fuller wurde später mit der Aussage zitiert: „Die breite Unterstützung, die Sacco und Vanzetti im Ausland genossen, bewies, dass es eine Verschwörung gegen die Sicherheit der USA gab.“
Tatsächlich fand eine von Jackson initiierte Petition weltweit zwischen 750.000 und einer Million Unterstützer. Aneinandergeklebt und um einen Stock gewickelt, wurde die schwere Rolle mit den unterschriebenen Petitionen unter Aufmerksamkeit der Zeitungen im Büro des Gouverneurs abgegeben.

### Vanzettis Gnadengesuch
Auf Anraten Thompsons verfasste Vanzetti ein Gnadengesuch an den Gouverneur von Massachusetts. Zuvor hatte er einen solchen Schritt abgelehnt. Nun sah er darin die einzige Chance, sein Leben zu retten. Das Gesuch, von den Anwälten mitgestaltet und überarbeitet, stützte sich auf das Argument, Richter Thayer wäre nachgewiesenermaßen voreingenommen gewesen. Seine Feindseligkeit gegen Sacco und Vanzetti habe den Prozess und die Entscheidungen über die Berufungsanträge geprägt. Dem Gesuch beigefügte eidesstattliche Erklärungen sollten diese Ansicht erhärten.
So legten mehrere Journalisten dar, dass Thayer sich ihnen gegenüber abfällig über die Verteidiger ausgelassen habe („verdammte Dummköpfe“; über Moore: „langhaariger Anarchist aus dem Westen“) und seine ganze Haltung auszudrücken schien, dass „die Geschworenen dazu da seien, diese Männer zu verurteilen“. Der Humorist Robert Benchley berichtete in seiner eidesstattlichen Erklärung von einer zufälligen Begegnung mit Thayer in einem Golfclub. Dort habe Thayer einem Freund vom Druck erzählt, der von einer „Horde Salonradikaler“ auf das Gericht ausgeübt werde, und dass er, Thayer, „es ihnen zeigen und diese Kerle an den Galgen kriegen werde“ und er „gerne auch ein Dutzend von diesen Radikalen aufhängen würde“, denn kein Bolschewik könne ihn einschüchtern.
Zum Ärger Vanzettis weigerte sich Sacco, das Gnadengesuch zu unterzeichnen. Der Psychiater Dr. Abraham Myerson, der ihn daraufhin untersuchte, berichtete von Saccos Ansichten: „Er wolle Freiheit oder Tod. Er habe sich keines Verbrechens schuldig gemacht und wolle nicht den Rest seines Lebens im Gefängnis verbringen.“ Aufmerksam gemacht auf das Naturgesetz der Selbsterhaltung habe Sacco erwidert, dass die Natur nicht bis in seine Zelle reiche. Zu anderen, die ihm in dieser Sache zusprachen, meinte Sacco außerdem, sein Tod würde auch seine leidende Frau erlösen. In seinem Aufsatz über Saccos Geisteskrankheit beobachtete Dr. Ralph Colp, dass sich Sacco erst nach dem verkündeten Todesurteil erholte: „Sobald ihm klar war, dass er sterben musste, wurde Nick Sacco heiterer, als er es jemals seit seiner Verhaftung gewesen war. Die Integrität seiner Persönlichkeit erreichte einen Höhepunkt, als er die Bitten Vanzettis und all seiner Freunde zurückwies und jeden weiteren Verkehr mit den Behörden ablehnte.“
Das Gnadengesuch Vanzettis wurde ohne Saccos Unterschrift am 4. Mai 1927 dem Gouverneur überstellt.

### Fullers Kommission

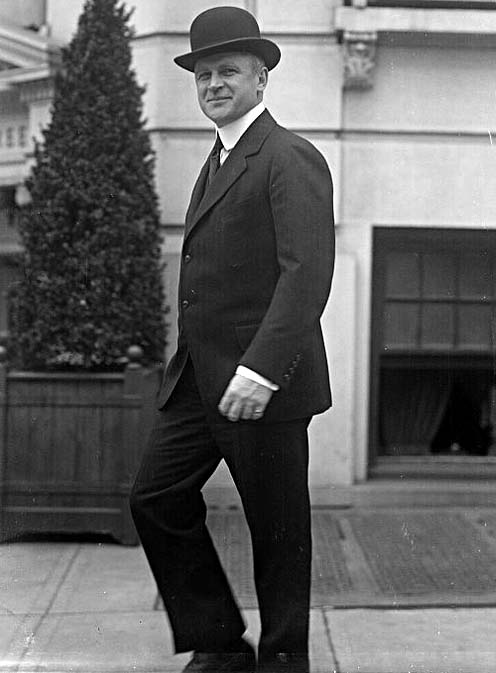
Alvan T. Fuller, von Januar 1925 bis Januar 1929 Gouverneur von Massachusetts. Er berief den Untersuchungsausschuss ein, lehnte jedoch letztlich das Gnadengesuch und eine Neueröffnung des Prozesses ab.

Als Gouverneur hatte Fuller das Recht, in seinem Bundesstaat gefällte Urteile gnadenhalber oder aus rechtlichen Gründen aufzuheben. Konfrontiert mit dem Gnadengesuch Vanzettis und den anhaltenden Protesten gegen das Urteil, entschied sich Fuller für die Einsetzung eines Untersuchungsausschusses. Das Defense Committee zeigte sich hoffnungsvoll und sagte geplante Demonstrationen für die Zeit der Untersuchung ab.
Der Präsident von Harvard, Abbott Lawrence Lowell, wurde am 1. Juni 1927 als Vorsitzender der dreiköpfigen Kommission bekannt gegeben. Obwohl er – wie die anderen beiden Mitglieder – keine Erfahrung mit strafrechtlichen Prozessen hatte, genoss er hohes Ansehen und Vertrauen. Die Tatsache, dass er jahrelang in der Immigration Restriction League für eine rigide Politik gegen Einwanderer eintrat und 1922 in Harvard einen Numerus clausus für Juden einführen wollte, fand vorerst keine weitere Beachtung.
Die Lowell Commission nahm ihre Arbeit offiziell am 11. Juli 1927 auf. Die für diesen Tag geplante Hinrichtung wurde daher auf den 10. August 1927 verschoben. Sacco und Vanzetti wurden bereits ab dem 30. Juni im Gefängnis Charlestown untergebracht, wo die Hinrichtung stattfinden sollte. Bei den Zeugenbefragungen bemühte sich Lowell erfolglos, durch neue Spekulationen das Alibi von Sacco zu entkräften. Nur etwa zwei Wochen nach Beginn der Untersuchung, am 27. Juli, kamen die drei Mitglieder in ihrem Bericht zu dem Schluss, dass es keinen Zweifel an der Schuld des Angeklagten Sacco und insgesamt auch keinen Zweifel an der Schuld Vanzettis gebe (“On the whole, we are of the opinion that Vanzetti was also guilty beyond a reasonable doubt”). Am späten Abend des 3. August verkündete Fuller seine auf diesen Bericht gestützte Entscheidung, Sacco und Vanzetti weder zu begnadigen noch einen neuen Prozess zu gewähren.
In der breiten Öffentlichkeit und den meisten Zeitungen wurde der Bericht der Kommission, der erst Tage nach der Entscheidung Fullers veröffentlicht wurde, befriedigt zur Kenntnis genommen. Nur wenige kritische Stimmen verwiesen auf vermeintliche Unzulänglichkeiten. So fragte der Schriftsteller John Dos Passos in einem offenen Brief an Lowell: „Erschien dem Ausschuss die Beweisführung der Staatsanwaltschaft als so schwach, dass er sie durch eigene neue Schlussfolgerungen und Vermutungen untermauern musste?“ Er hätte den Eindruck, der Bericht wolle nicht überprüfen, sondern die bisherigen Entscheidungen respektabel machen. Tatsächlich bestätigt der Bericht die Beschlüsse von Richter Thayer, indem Zeugenaussagen herangezogen werden, die wegen deren Unglaubwürdigkeit vor Gericht nicht gehört wurden.
Als bezeichnend für die trotz großer Anstrengungen letztlich schwache Beweislage gilt die widersprüchlich formulierte Schlussfolgerung, wonach an Vanzettis Schuld on the whole (etwa „im Großen und Ganzen“) kein Zweifel bestehe: Die Schuld eines Angeklagten müsse absolut zweifelsfrei bewiesen sein, um einen Schuldspruch und somit die Todesstrafe zu rechtfertigen.

### Letzte Rettungsversuche
Thompson beschloss, die letzten Berufungen von einem neuen Anwalt einbringen zu lassen, um die Entscheidungsträger nicht unnötig zu provozieren. So stellte Arthur H. Hill, ein angesehener Anwalt aus Boston, am 6. August einen Antrag auf Hinrichtungsaufschub. Der Antrag wurde abgewiesen.
Am selben Tag wurde vom Anwalt Michael Musmanno der siebente und letzte Zusatzantrag für eine Wiederaufnahme des Verfahrens eingebracht, über den abermals Richter Thayer zu entscheiden hatte. Inhalt des Antrags war die behauptete Voreingenommenheit Thayers, die ein gerechtes Verfahren unmöglich gemacht habe. Richter Thayer lehnte es ab, den Vorwurf der eigenen Voreingenommenheit sowie die Bitte um Aufhebung des Urteils zu verhandeln, da ihm nach der Urteilsverkündung die Rechtsbefugnis fehle, über derartige Anträge zu entscheiden.
Beim Obersten Gerichtshof gestellte Anträge auf Wiederaufnahme und Aufschub der Hinrichtung wurden ebenfalls abgelehnt. Gegen diese Beschlüsse legte die Verteidigung am 9. August Berufung ein. Die Entscheidung des zuständigen Richters George Sanderson, ob der Berufungsantrag zulässig sei, sollte am 11. August erfolgen. Die Urteilsvollstreckung, anberaumt für den 10. August um Mitternacht, wurde dennoch wie geplant vorbereitet. Erst um 23:23 Uhr wurde die weltweit mit Spannung und Entsetzen erwartete Hinrichtung abgesagt: Fuller ordnete einen zwölftägigen Aufschub an, um die Entscheidung der Gerichte abzuwarten.
Die Berufung beim Obersten Gerichtshof wurde zwar formal zugelassen, inhaltlich jedoch am 19. August abgelehnt: Die behauptete Voreingenommenheit des Verfahrensrichters brauche nicht mehr untersucht zu werden, da Wiederaufnahmeanträge, die nach der Urteilsverkündung eingebracht würden, in jedem Fall zu spät kämen. Versuche, Richter des Obersten Gerichtshofes der Vereinigten Staaten dazu zu bewegen, einen Aufschub der Urteilsvollstreckung zu erwirken, liefen ebenfalls ins Leere.
Parallel zu den verzweifelten Bemühungen der Verteidigung vor den Gerichten erreichte die Welle des öffentlichen Protests einen neuen Höhepunkt. Die größten Demonstrationen in Amerika fanden in New York statt, wo Hunderttausende dem Streikaufruf folgten und ihre Arbeitsplätze verließen. Ansonsten kam es in den USA aber meist nur zu unkoordinierten und vergleichsweise kleinen Protestaktionen der Arbeiterschaft, weil Regierungsvertreter streikenden und protestierenden Ausländern mit scharfen Konsequenzen drohten. Doch auch viele amerikanische Intellektuelle nahmen nun öffentlichkeitswirksam an Kundgebungen teil.
Außerhalb der USA kam es zu großangelegten Streiks und Demonstrationen in Paris, London, Belfast, Moskau, Berlin, Wien, Budapest, Bukarest, Rom, Madrid und anderen Städten. Auch in Norwegen, Schweden, Dänemark, der Schweiz, den Niederlanden, Japan, China, Nord- und Südafrika, Mexiko sowie Mittel- und Südamerika kam es zu Demonstrationen für Sacco und Vanzetti. Zudem trafen hunderttausende Gnadengesuche aus der ganzen Welt ein, unterzeichnet unter anderen von Politikern, Schriftstellern und Wissenschaftlern. Noch eineinhalb Wochen vor der Hinrichtung von Sacco und Vanzetti veröffentlichte die Rote Hilfe Deutschlands am 12. August 1927 eine Dokumentation zum Fall, über die ein letztes Mal im deutschsprachigen Raum publizistisch zum Kampf für die Begnadigung der beiden Verurteilten aufgerufen wurde.
Neben den im Allgemeinen friedlichen Demonstrationen verunsicherten Bombenattentate die amerikanische Öffentlichkeit: Anschläge wurden auf eine Kirche, auf Bahnstrecken, ein Theater und auf Wohnungen eines Bürgermeisters und eines Geschworenen des Prozesses verübt. Keiner der Attentäter wurde ausgeforscht.
Die Fronten schienen mehr denn je verhärtet: „Die Angst um die Sicherheit der bestehenden Ordnung führte zum Hass gegen jene, welche diese Ordnung kritisierten, und schließlich zu der Meinung, dass eine Begnadigung eine strategische Niederlage bedeuten würde.“

### Urteilsvollstreckung
Am 22. August, dem Tag der Hinrichtung, verabschiedete sich Sacco von seiner Frau Rosina. Aus Italien war einige Tage zuvor Vanzettis Schwester Luigia eingetroffen, die nun auch von ihrem Bruder Abschied nahm. Beide Frauen wurden am Abend noch bei Gouverneur Fuller vorstellig und flehten um Gnade. Auch die Verteidigung hatte zuvor letzte Bemühungen unternommen, Fuller von einem Aufschub zu überzeugen. Etwa eine Stunde vor der geplanten Hinrichtung entschied sich Fuller dann definitiv gegen den Aufschub.
Celestino Madeiros, der für den Mord an einem Bankangestellten zum Tode verurteilt war und dessen Hinrichtung nach seinem Geständnis für weitere Untersuchungen ebenfalls verschoben worden war, betrat als Erster die Hinrichtungskammer.
Kurz nach seinem Tod folgte Sacco. Er verabschiedete sich von seiner Frau, seinem Kind und seinen Freunden. Weil sein Körper nach dem Hungerstreik, den er die letzten dreißig Tage durchhielt, Wasser und Salz verloren hatte, wurde bei ihm eine höhere Spannung eingesetzt. Um 00:19 Uhr wurde er für tot erklärt.
Als Vanzetti kurze Zeit darauf die Kammer betrat, gab er den Wärtern und dem Gefängnisdirektor die Hand und bekräftigte gegenüber den Zeugen der Hinrichtung noch einmal seine Unschuld. Außerdem sagte er: „Ich möchte einigen Leuten vergeben, was sie mir nun antun.“ Sein Tod wurde um 00:27 Uhr festgestellt.

#### Internationale Reaktionen
Die Meldung über den Tod von Sacco und Vanzetti wurde von Menschen auf der ganzen Welt mit Wut und Trauer zur Kenntnis genommen. Am Union Square in New York waren nach einem Bericht der New York World fünfzehntausend Menschen versammelt, die nach der Todesnachricht schrien, weinten und ohnmächtig wurden.
Außerhalb der USA entlud sich die Wut über die Hinrichtung und auf Amerika in teilweise wilden Protesten.
In Genf zogen geschätzte fünftausend Demonstranten durch die Straßen. Wie auch in anderen Städten kam es dabei zu Aggressionen gegen amerikanische Einrichtungen, Geschäfte, Autos und Kinos, die amerikanische Filme spielten. In Paris musste die US-amerikanische Botschaft mit Panzern geschützt werden. Am Vorabend der Hinrichtung riefen allein in Berlin 40 kommunistische, sozialistische, gewerkschaftliche, anarchistische, pazifistische und humanistische Organisationen zu Demonstrationen in 24 Stadtbezirken auf. Tausende beteiligten sich, darunter ganze Betriebsbelegschaften. Am Tag nach der Hinrichtung fanden deutschlandweit Trauerkundgebungen statt, die teilweise zu den größten der letzten Jahre gehörten. In den meisten Zechen des Ruhrgebietes fanden Belegschaftsversammlungen statt. In Berlin folgten etwa 150.000 Menschen dem Aufruf der KPD zu einer der größten Demonstrationen der Weimarer Republik. Der KPD-Vorsitzende Ernst Thälmann hielt im Berliner Lustgarten die Rede Gegen den Mord an Sacco und Vanzetti, die am 25. August 1927 in der Parteizeitung Die Rote Fahne abgedruckt wurde. Auch in anderen deutschen Städten wurde demonstriert, etwa in Stuttgart mit einem rund zweistündigen Fackelzug. Bei Ausschreitungen am Rande der Demonstrationen, so in Hamburg, kam es in Deutschland zu insgesamt sechs Todesfällen. Auch in England, Skandinavien, Portugal, Mexiko, Argentinien, Australien und Südafrika kam es zu Streiks und wilden Demonstrationen.

## Bestattung
Die einbalsamierten Leichen wurden ab Donnerstag, dem 25. August, in einem Bestattungsinstitut aufgebahrt und von tausenden Menschen besucht. Der Leichenzug fand am Sonntag unter strengen Auflagen der Behörden und Aufsicht der Polizei statt. Neben Luigia Vanzetti, Rosina und Dante Sacco nahmen tausende Personen am etwa zwölf Kilometer langen Trauermarsch zum Friedhof teil. Unterwegs streiften sich die Teilnehmer vom Defense Committee vorbereitete Armschleifen über mit dem Aufdruck Remember justice crucified! August 22, 1927 („Erinnert euch an die gekreuzigte Gerechtigkeit“), um gegen die Hinrichtung zu demonstrieren. Die berittenen Polizisten setzten daraufhin Schlagstöcke ein, um die Menge zu zerstreuen.
Am Friedhof wurden die Körper von Sacco und Vanzetti im Krematorium eingeäschert, obwohl dies nicht den Wünschen der Verstorbenen oder deren Verwandten entsprach. Sowohl Luigia als auch Rosina blieben der vom Defense Committee organisierten Zeremonie in der Kapelle bewusst fern.
Die Asche beider Männer wurde vermischt und auf drei Urnen aufgeteilt. Das Defense Committee übergab je eine Urne an Rosina Sacco und Luigia Vanzetti.

## Bewertungen des Falls

### Schuldfrage
Auch Jahrzehnte nach dem vollstreckten Urteil kam eine Vielzahl von Spekulationen über den Fall auf, insbesondere über die Schuld oder Unschuld von Sacco und Vanzetti. So gibt es bis in die Gegenwart zahlreiche journalistische Anläufe, den komplexen Sachverhalt neu zu erarbeiten, um zu einem befriedigenden Ergebnis zu kommen.
Drei prinzipielle Strömungen sind auszumachen, die alle bis zum heutigen Tag eine mehr oder weniger große Anhängerschaft haben:
- Sacco und Vanzetti sind beide schuldig, der Prozess kann als fair bewertet werden und die Kritik daran habe meist mit „linker Propaganda“ zu tun, um die Verurteilten als Märtyrer erscheinen zu lassen. Die Argumentation für diese These stützt sich auf die Beweisaufnahme des Verfahrens und die Ergebnisse der von Gouverneur Fuller eingesetzten Kommission. Zu den eher spärlichen Publikationen, die diese Ansicht vertreten, zählt das 1960 erschienene Buch Sacco-Vanzetti: The Murder and the Myth von Robert H. Montgomery.

- Teilschuld: Sacco ist schuldig, Vanzetti nicht, doch war dieser vermutlich an der Planung des Überfalls beteiligt. Auftrieb erhielt diese Darstellung insbesondere durch die Bücher des Schriftstellers Francis Russell (Tragedy in Dedham, 1962, sowie The Case Resolved, 1986): Unter anderen Indizien zitiert er darin die Behauptung, der führende Anarchist Carlo Tresca habe noch vor seinem Tod die Schuld Saccos bestätigt („Sacco war schuldig, Vanzetti war nicht schuldig“), sowie neue ballistische Untersuchungen.

- Beide sind unschuldig und wurden Opfer der damaligen hetzerischen Stimmung gegen politisch Andersdenkende und Ausländer. Vertreter dieser Darstellung verweisen unter anderem auf fremdenfeindliche Äußerungen des Richters sowie des Geschworenensprechers Ripley („Man sollte sie auf jeden Fall aufhängen!“), die vielen Alibi-Zeugen und auf die Annahme, dass die wenigen Beweisstücke gefälscht wurden. Bereits 1927 erschien dazu Felix Frankfurters Buch The Case of Sacco and Vanzetti: A Critical Analysis for Lawyers and Laymen[128], in dem dieser amerikanische Jurist dem Richter Thayer und der Staatsanwaltschaft ein verheerendes Zeugnis ihrer Arbeit ausstellt. Danach folgten Osmond K. Fraenkel, The Sacco-Vanzetti Case (1931) und G. Louis Joughin und Edmund M. Morgan, The Legacy of Sacco and Vanzetti (1948). In ihrem 1977 erschienenen Buch Justice Crucified. The Story of Sacco and Vanzetti (deutsch 1979) untersuchte Roberta Strauss-Feuerlicht den Fall im Kontext der puritanischen Tradition Amerikas.

Eine wesentliche Rolle in allen Theorien spielt die tödliche „Kugel III“, die angeblich aus Saccos Colt stammte. So wurden 1961 auf Betreiben von Francis Russell erneut ballistische Tests an Saccos Waffe durchgeführt, nachdem die entsprechenden Tests von 1920/21 keine eindeutige Beweislage geliefert hatten. 1961 schienen die Tests laut Protokoll eher darauf hinzuweisen („suggested“), dass es sich um die Tatwaffe gehandelt haben könnte. Dem wird von anderer Seite entgegengehalten, dass einerseits der über die Jahre angelagerte Rost das Ergebnis verzerren würde, und andererseits Indizien vorlägen, dass die Kugel, die den Tests zugrunde lag, seinerzeit vertauscht wurde, um Sacco schuldig erscheinen zu lassen.

### Bewertung durch Michael Dukakis

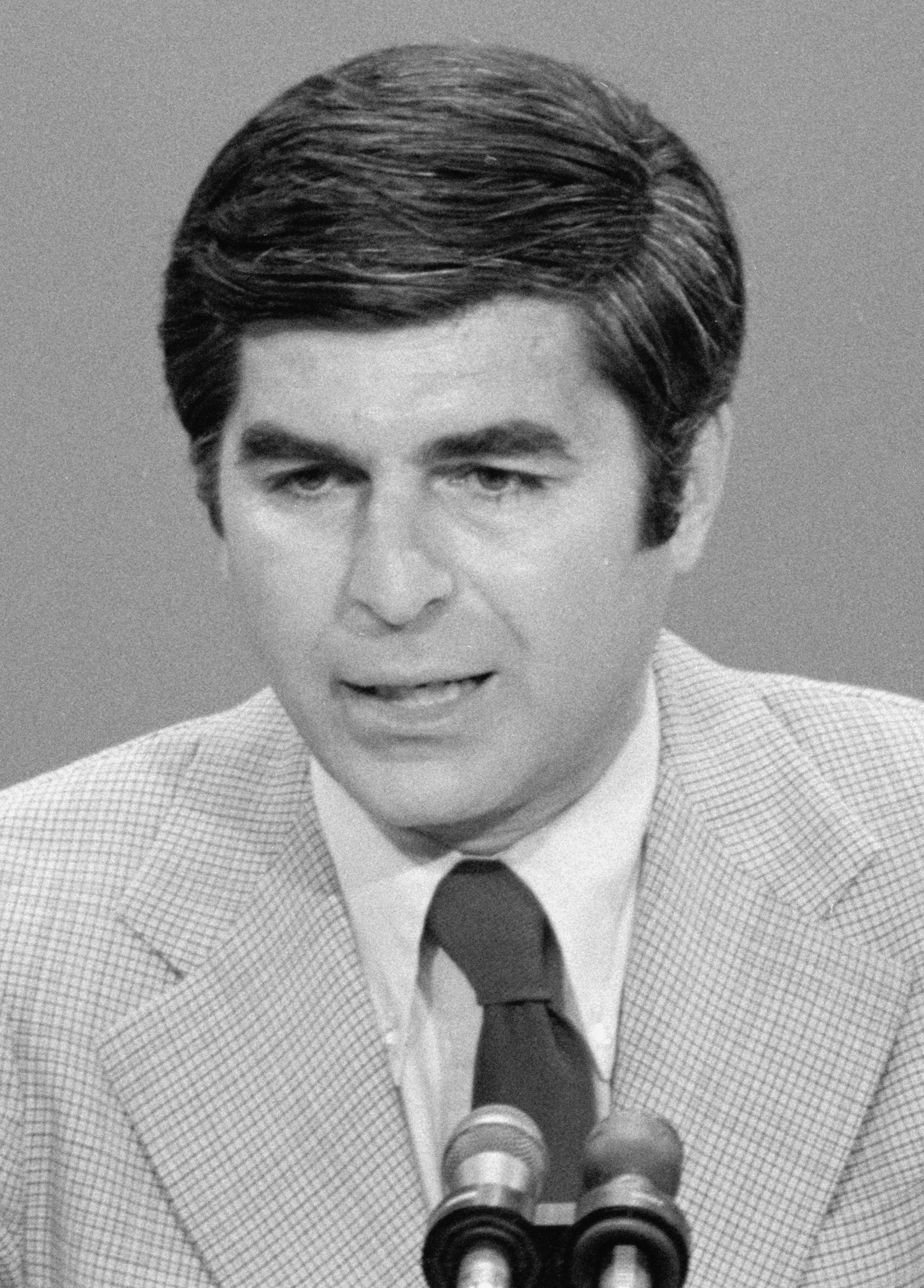
Michael S. Dukakis (1976)

Am 19. Juli 1977 – 50 Jahre nach der Hinrichtung – bewertete Michael S. Dukakis, Politiker der Demokratischen Partei und zu der Zeit Gouverneur von Massachusetts, den Prozess als unfair:

“Today is the Nicola Sacco and Bartolomeo Vanzetti Memorial Day. The atmosphere of their trial and appeals were permeated by prejudice against foreigners and hostility toward unorthodox political views. The conduct of many of the officials involved in the case shed serious doubt on their willingness and ability to conduct the prosecution and trial fairly and impartially. Simple decency and compassion, as well as respect for truth and an enduring commitment to our nation’s highest ideals, require that the fate of Sacco and Vanzetti be pondered by all who cherish tolerance, justice and human understanding.”

„Heute ist der Nicola-Sacco- und Bartolomeo-Vanzetti-Gedächtnistag. Die Atmosphäre ihres Verfahrens und ihrer Revisionen war durchdrungen von Vorurteilen gegen Ausländer und Feindseligkeit gegenüber unorthodoxen politischen Ansichten. Das Verhalten von vielen der Offiziellen in diesem Fall wirft einen ernstlichen Zweifel auf ihre Bereitschaft und ihre Fähigkeit, die Verfolgung und das Verfahren fair und unvoreingenommen durchzuführen. Schlichter Anstand und Mitgefühl, wie auch Respekt vor der Wahrheit und eine fortwährende Verpflichtung zu den höchsten Idealen unserer Nation, erfordern, dass das Schicksal von Sacco und Vanzetti von allen im Gedenken bewahrt wird, die Toleranz, Gerechtigkeit und menschliches Verständnis wertschätzen.“

Diese beiden berühmtesten Justizopfer der US-Geschichte haben fortan als offiziell rehabilitiert zu gelten:
„Any stigma or disgrace should be forever removed from the names Nicola Sacco and Bartolomeo Vanzetti.“

## Der Fall in der kulturellen Rezeption
Die weltbewegenden Ereignisse um die beiden Hingerichteten haben bis heute eine Vielzahl von Literaten, Dramaturgen, Komponisten, Musikern, bildenden Künstlern und weiteren Kulturschaffenden inspiriert. In Werken der unterschiedlichsten Kunstgattungen werden Sacco und Vanzetti oft zu tragischen, in einigen modernen Interpretationen auch tragisch-komischen Symbolfiguren, die als unangepasste Idealisten aus der Unterschicht der Arroganz und Ungerechtigkeit der Eliten hilflos ausgeliefert sind.

### Theater und Film

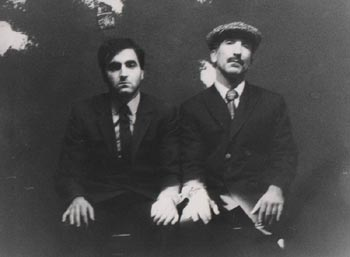
Szenenfoto einer türkischen Aufführung der Bühnenfassung von Howard Fasts Roman The Passion of Sacco and Vanzetti, a New England legend, aufgeführt in der Spielzeit 1988/89 am Kunsttheater Ankara (Ankara Sanat Tiyatrosu), mit Cezmi Baskın (rechts) in der Rolle von Bartolomeo Vanzetti

1927 fand die vermutlich erste Verfilmung des Falles statt: Bei dem österreichischen Stummfilm Im Schatten des elektrischen Stuhls führte Alfréd Deésy Regie. Der Spielfilm Winterset (1936) lehnt sich, wie auch das dem Film zugrunde liegende Theaterstück Dezembertag von Maxwell Anderson, an den Fall an.
1928 ließ Erich Mühsam im Deutschland der Weimarer Republik das Drama Staatsräson (ein Denkmal für Sacco und Vanzetti) aufführen.
Der amerikanische Fernsehsender NBC zeigte 1960 The Sacco-Vanzetti Story (Drehbuch: Reginald Rose, Regie: Sidney Lumet) als Teil der Serie Sunday Showcase. Das zweiteilige Fernsehspiel brachte dem Fall zwar neue Aufmerksamkeit, wurde aber als wenig faktentreu kritisiert.
Drei Jahre darauf – 1963 – inszenierte der Regisseur Edward Rothe im Auftrag des WDR die durch Hartwig Schmidt (nach Gerichtsprotokollen) ins Deutsche adaptierte Drehbuchvorlage von Reginald Rose im Dokumentarspiel Der Fall Sacco und Vanzetti für das deutsche Fernsehen (mit Robert Freitag in der Rolle Saccos und Günther Neutze als Vanzetti).
1967 verfilmte Paul Roland Die Affäre Sacco und Vanzetti in Belgien.
1971 kam die italienisch-französische Spielfilm-Produktion Sacco und Vanzetti (Regie: Giuliano Montaldo) in die Kinos. Der Film ist die heute gemeinhin bekannteste dramaturgische Verarbeitung des Falles und verwendet auch selten gezeigtes Archiv-Material von Demonstrationen für Sacco und Vanzetti aus verschiedenen Wochenschauen der 1920er-Jahre. Den Soundtrack steuerte Ennio Morricone bei. Einen hohen Bekanntheitsgrad – weit über den Film hinaus – erreichte der von Morricone geschriebene und von Joan Baez gesungene Song „Here’s To You“.
Der US-amerikanische Dramatiker Louis Lippa verarbeitete in seinem Stück Sacco & Vanzetti – A Vaudeville (Premiere 1999) den Justizmord in eine bitter-ironische Farce: Sacco und Vanzetti spielen zwei Stunden vor ihrer Hinrichtung die Geschichte ihrer Verurteilung im Stil einer amerikanischen Nummern-Revue der damaligen Zeit durch. Im Jahr 2005 erlebte das Stück als Sacco & Vanzetti: Eine anarchistische Komödie seine deutschsprachige Erstaufführung.
2004 wurde in Bulgarien ein zweiteiliger Fernsehfilm über den Fall gedreht.
2006 wurde unter Leitung von Peter Miller eine erste Kino-Dokumentation über Sacco und Vanzetti gedreht; eine deutsch untertitelte Version wird ab 2017 aufgeführt.
Auch im Film First Impact – Der Paketbombenjäger über den späteren Direktor des FBI William J. Flynn wird auf den Fall Sacco und Vanzetti Bezug genommen.

### Musik

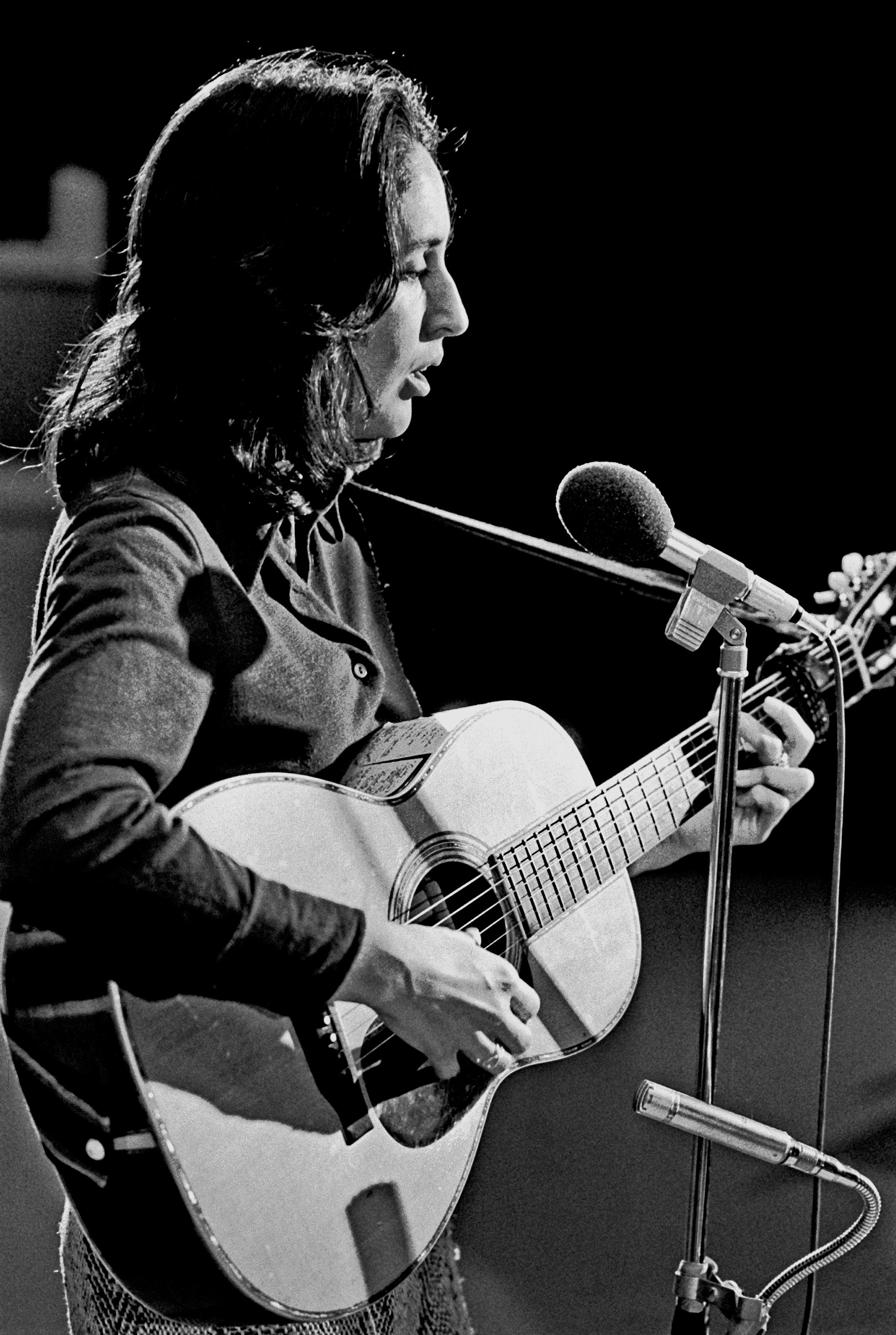
Von Joan Baez (hier eine Fotografie von 1973) stammt der originäre Text der Hymne Here’s to You

Der US-amerikanische Folksänger Woody Guthrie schuf 1945 den Zyklus Ballads of Sacco & Vanzetti, den er 1946/47 für Folkways aufnahm. Das Album wurde erst 1960 veröffentlicht, da Guthrie selbst mit dem Ergebnis nicht zufrieden war. Es enthält neben den elf Balladen Guthries auch ein Lied von Pete Seeger aus dem Jahr 1951. Als Liedtext verwendete Seeger den Abschiedsbrief von Nicola Sacco an seinen Sohn Dante (Sacco’s Letter To Son).
Das als eine Art Hymne weltbekannt gewordene Lied Here’s to You (Text: Joan Baez, Komposition: Ennio Morricone) stammt aus dem Soundtrack des Montaldo-Films Sacco und Vanzetti. Die beiden letzten Zeilen der mehrfach wiederholten vierzeiligen Strophe beruhen auf einer Aussage Vanzettis, die dieser etwa drei Monate vor der Hinrichtung getätigt hatte: “The last moment belongs to us, that agony is our triumph!” („Der letzte Moment wird uns gehören, dieser Todeskampf ist unser Triumph!“) Auf der 1971 herausgegebenen Langspielplatte mit verschiedenen weiteren ebenfalls von Joan Baez gesungenen Balladen zum Thema ist es der zehnte und abschließende Titel. Dieses Lied wurde später in der Version von Georges Moustaki unter dem Titel La marche de Sacco et Vanzetti in französischer Sprache veröffentlicht. Die israelische Sängerin Daliah Lavi adaptierte im Jahr 1972 eine dreisprachige Version des Baez/Morricone-Titels auf Englisch, Französisch und Deutsch. Ebenfalls aus dem Jahr 1972 stammt eine inhaltlich komplexere deutsche Version des Liedes mit gleicher Melodie, aber ausführlicherem Text vom Liedermacher und Lyriker Franz Josef Degenhardt. Die in dieser Adaption erwähnte Angela referiert dabei auf Angela Davis. Die deutsche Punkband Normahl coverte im Jahr 1991 den Degenhardt-Text auf ihrem Album Blumen im Müll.
Bis in die Gegenwart existieren weitere Coverversionen der genannten Titel, Adaptionen und Interpretationen des Falles und der Personen Saccos und Vanzettis in unterschiedlichen Sprachen und musikalischen Stilrichtungen von verschiedenen Interpreten.
In nahezu allen musikalischen Verarbeitungen des Falles und der Personen werden Sacco und Vanzetti direkt oder indirekt als Opfer eines Justizmords und politische Märtyrer dargestellt.

### Bildende Kunst

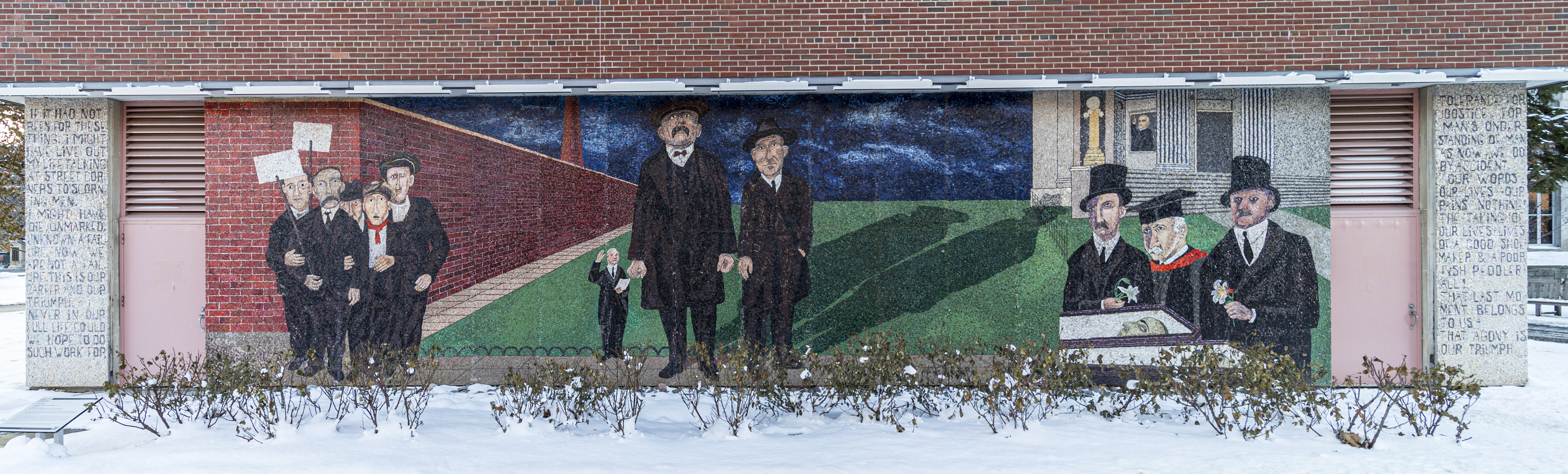
Das Mosaik von Ben Shahn
The Passion of Sacco & Vanzetti

Der Maler, Zeichner und Karikaturist George Grosz erstellte 1927 die Zeichnung Sacco und Vanzetti.
Der Maler Ben Shahn widmete den Verurteilten 1931/32 das Tempera-Gemälde The Passion of Sacco & Vanzetti, das ihr Begräbnis im Stil des amerikanischen sozialen Realismus interpretiert, und wenig später ein Mosaik an einer Wand der Syracuse University im Bundesstaat New York.
Der Künstler Siah Armajani gestaltete 1987 den Sacco-und-Vanzetti-Leseraum. Die auf öffentliche Benutzung hin ausgelegte Installation war für einige Jahre fixer Bestandteil des Museums Moderner Kunst in Frankfurt am Main.